# کاشمر
کاشْمَر () با نام باستانی کِشْمَر (؛ به‌معنای: آغوش مادر؛ احتمالاً بیانگر زادگاه زرتشت) و نام تاریخی تُرشیز (؛ به‌معنای: شهر نیرومند) و همچنین با نام شناخته‌شده سلطان‌آباد (؛ به‌معنای: شهری که سلطان آن را آباد کرد) مرکز شهرستان کاشمر در شمال‌شرقی ایران و جنوب‌غربی استان خراسان رضوی، در حدود ۲۲۰ کیلومتری شهر مشهد است. کاشمر با جمعیتی معادل ۱۰۲٬۲۸۲ نفر (۳۱٬۷۷۵ خانوار) پنجمین شهر بزرگ استان است. مردم کاشمر به زبان فارسی و به گویش کاشمری سخن می‌گویند. کاشمر در سال ۱۴۰۰ خورشیدی با میزان فرونشست تجمعی بیش از ۳۰ سانتی‌متر رکورددار فرونشست زمین در ایران است.
کاشمر از شهرهای باستانی ایران و خاستگاه تمدن‌های پنج هزار سالهٔ نای‌تپه و هزار و هشتصد سالهٔ مجموعهٔ باستانی آتشگاه است. کاشمر دومین شهر زیارتی استان و چهارمین شهر زیارتی ایران است. قالی‌بافی، زیلوبافی، گلیم‌بافی، گیوه‌بافی، چادرشب‌بافی (به‌ویژه از گونهٔ ابریشمی) و فرت‌بافی مهم‌ترین صنایع دستی این شهر را تشکیل می‌دهند. قالی کاشمر چه از دید کمیت و چه از دید کیفیت دارای محبوبیت می‌باشد. این شهر در دامنه‌های جنوبی رشته‌کوه کوهسرخ و در شمال رشته‌کوه فغان (پیرکوه) قرار دارد. از فرآورده‌های مهم این شهر می‌توان به زعفران، انگور، کشمش، عرق کشمش، عرقیجات، پنبه، سوهان ورقه‌ای و باقلوا اشاره نمود. کاشمر دارای پنج مرکز آموزش عالی شامل دانشگاه پیام نور واحد کاشمر، دانشگاه آزاد اسلامی واحد کاشمر، مؤسسه آموزش عالی جهاد دانشگاهی کاشمر، مرکز آموزش عالی کاشمر و دانشکده علوم پزشکی کاشمر است.

## نام‌گذاری
کاشمر در دوران‌های متفاوت دچار دگرگونی و تغییر نام‌های بسیاری شده است. در بررسی نام این شهر به بیش از بیست نام برخورد شده است که با یک جمع‌بندی می‌توان تمامی آن‌ها را در واژگان «کشمر»، «ترشیز»، «بشت» و «سلطان‌آباد» خلاصه نمود. به این ترتیب واژهٔ کشمر که به معنای آغوش مادر است و احتمالاً بیانگر زادگاه زرتشت می‌باشد، سرانجام به گونهٔ کاشمر درآمده و در همین صورت باقی‌مانده است. از سوی دیگر فرهنگ‌نگاران، کاشمر را گونهٔ کامل‌شده «کاخجر»، «کاشخر» و «کاشغر» دانسته‌اند و بر این باورند که «کاش» برگردانیده شده «کاج» است و «کاخجر» یادآور سرو بزرگ و سرشناس این سرزمین یعنی سرو کشمر است. به‌طور کلی نام‌های این شهر در منابع تاریخی مختلف عبارتند از «کشمر»، «کشمیر»، «کشمار»، «کاشمر»، «بُست»، «بُشت»، «پشت»، «بوشت»، «پوشت»، «بشت‌العرب»، «پشت نیشابور»، «تُرسیز»، «طُرُشیز»، «تُرشیز»، «تُرتسیز»، «ترشیش»، «ترشش»، «تُرشاش»، «ترسیس»، «طُرثیث»، «طُرَیثیث»، «سلطان‌آباد» و «سلطانیه».

## پیشینه
برخی گذشته‌نگاران پیشینهٔ کاشمر را به گشتاسپ پسر لهراسپ یا به بهمن پسر اسفندیار نسبت داده‌اند و جغرافی‌نویسان اسلامی نام کاشمر را در دوران‌های گوناگون به گونه‌های مختلف مانند طرثیث، ترشیش، بوشت، بست و ترشیز نوشته‌اند.

### کیانیان
بنا بر داستانی در محلی که اکنون کاشمر خوانده می‌شود، میان گشتاسپ کیانی و زرتشت دیداری روی می‌دهد. چون گشتاسپ دین او را می‌پذیرد زرتشت نیز نخستین آتشکده خود را در قلمروی پادشاهی کیانی بنا می‌کند و در جلوی در این آتشکده، سرو کشمر که تبار بهشتی داشت را با دست خودش می‌کارد تا همین سرو بر ایمان شاه گواه بگیرد. در هر برگ این سرو نام گشتاسپ نوشته شده بود و چون درخت بالا گرفت؛ شاه نیز بر گرد سرو بهشتی، کاخ بزرگی ساخت تا نگهدار ارجمندی سرو باشد.

#### آتشکدهٔ کشمر و آذر برزین‌مهر
آتشکدهٔ کشمر یا آتشکدهٔ زرتشت یا آتشکده آذر برزین‌مهر نام نخستین آتشکدهٔ زرتشتیان بود که توسط گستاسپ به‌درخواست زرتشت در کِشمر (کاشمر) بنا گردید. در بخشی از شاهنامه فردوسی، داستان پیدا شدن زرتشت و پذیرفتن دین او توسط گشتاسپ را به نظم درآمده که گشتاسپ پس از پذیرفتن دین زرتشت، موبدان را به سرتاسر گیتی روانه می‌کند و آذر به آتشکده‌ها (گنبدان) می‌نهد و نخستین آنان آذر برزین‌مهر است که به کشمر بنیان کرد و در جلوی آتشکده سرو کشمر را کاشت و آن را نماد پذیرفتن دین زرتشتی نهاد و موبدان را به سرتاسر جهان فرستاد و فرمان داد همه نامداران و بزرگان به سوی آن پرستشکده روی آورند.

#### سرو کشمر
سرو کشمر یا سرو مقدس زرتشت درختی بود که بر برپایهٔ باور زرتشتیان به‌دست زرتشت کاشته‌شده بود. این درخت بسیار شکوهمند و بزرگ بود و شهرت آن به متوکل (خلیفهٔ عباسی) رسید. متوکل فرمان بریدن آن را داد و پیشنهاد زرتشتیان آن شهر که ۵۰٬۰۰۰ سکه طلا برای نبریدن آن درخت بود، مورد پذیرش واقع نشد و آن را بریدند و برای خلیفه به بغداد بردند. یک روز پیش از رسیدن درخت به بغداد، متوکل به قتل رسید و این با پیش‌گویی زرتشت یکسان بود که گفته بود هر که این درخت را ببرد؛ کشته خواهد شد. این سرو در زمان بریده شدن بیش از ۱٬۴۰۰ سال زندگانی داشت.
فردوسی در مورد آن می‌گوید:
| پس، آزاده گشتاسب برشد به گاه |  | فرستاد، هر سو به کشور، سپاه   |
| پراگند، گرد جهان، موبدان     |  | به آیین، نهاد آذرِ گنبدان      |
| نخست آذر مهر برزین نهاد      |  | به کشور، نگر تا چه آیین نهاد! |
| یکی سرو آزاد بود، از بهشت    |  | به پیش در آذر اندر، بکشت      |
| نسبتش بر آن زاد سرو سهی      |  | که پذرفت گشتاسب دین بهی       |
| فرستاد هر سو به کشور پیام    |  | که چون سرو کشمر به گیتی کدام  |
| زمینو فرستاد زی من خدای      |  | مرا گفت از اینجا به مینو برآی |
| کنون هر که این پند من بشنوید |  | پیاده سوی سرو کشمر روید       |

در کتاب دانشنامه مزدیسنا نوشته انوشه روان دکتر موبد جهانگیر اشیدری آمده:
گویند اشو زرتشت، دو درخت سرو به طالع سعد در دو محل به دست خود کاشت، یکی در دهکده کشمر و دیگری در دهکده فریومد از روستاهای توس (طوس) خراسان. به مرور این درخت بلند و ستبر و پرشاخ شده و دیدن آن موجب شگفتی بینندگان می‌شد. چون وصف این سروها در مجلس متوکل عباسی، خلیفه عهد، بیان شد، او که مشغول به عمارت در جعفریه سرمن رای، مشهور به سامره بود به خاطرش افتاد که آن سرو را قطع کرده، به بغداد بیاورند.

### هخامنشیان
در دوران شاهنشاهی هخامنشی به‌دلیل پذیرفتن دین مزدیسنا توسط شاهنشاهان هخامنشی و وجود آتشکده و سرو کشمر؛ این شهر دارای رونق بسیاری شد و به یکی از مراکز دینی ایران تبدیل شده بود.

### اشکانیان

فتوحات مهرداد یکم

منطقهٔ کاشمر در دوران شاهنشاهی اشکانی از نواحی حاصل‌خیز ایران به‌شمار می‌رفته و از آنجا که شاهان و شاهنشاهان اشکانی نسبت به فرمانروایان پیش از خود یعنی سلوکیان اهمیت به‌مراتب فراتری برای دین مزدیسنا قائل بودند؛ آتشکده و سرو کشمر که از یادگار زرتشت شناخته می‌شد را مورد نگرش بسیاری قرار دادند.

### ساسانیان
به گواه سنگ‌نبشته پایکولی در دوران شاهنشاهی ساسانی کشمر (کاشمر) جزئی از گستره خراسان بزرگ به‌شمار می‌رفته و ساسانیان برای زنده‌کردن آیین باستانی تلاش بسیاری کردند و چون در آن زمان؛ دیگر از آتشکدهٔ کشمر چیزی برجای نمانده بود، شاهنشاهان ساسانی به ایجاد آتشکدهٔ دیگری دست می‌زنند که همچنان در چند کیلومتر بالاتر از «شهر باستانی کشمر» در مجموعهٔ باستانی آتشگاه باقی مانده است و خرابه‌های قلعه آن هم‌اکنون در ۱۲ کیلومتری شمال‌غربی شهر کاشمر قرار دارد و از یادگارهای دوران ساسانی به‌شمار می‌رود.

### دوران اسلامی

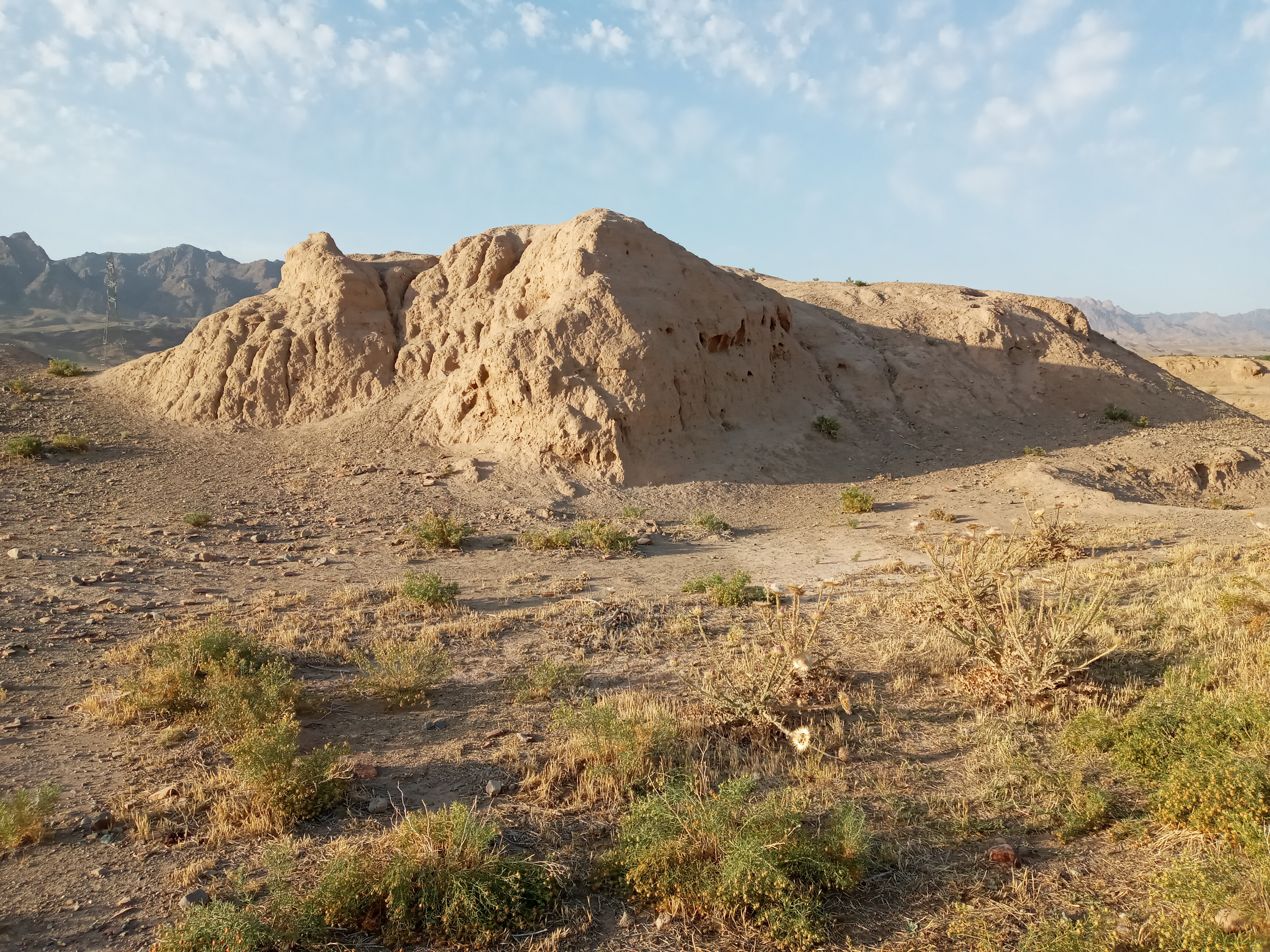
قلعه دزد مربوط به صدر اسلام، ۱۴۰۰ خورشیدی

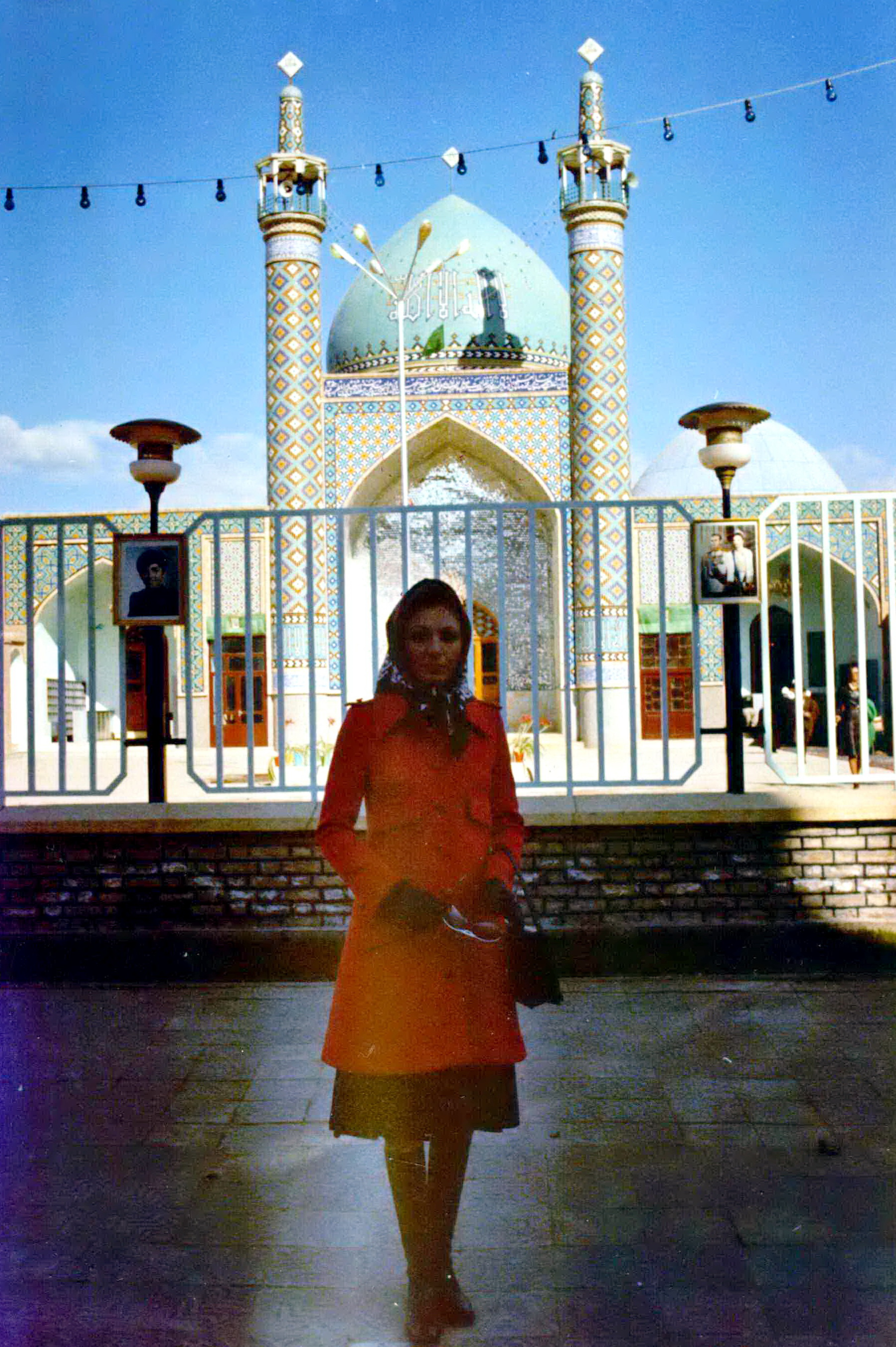
شهبانو فرح پهلوی در امامزاده سید حمزه، ۲۰ آذر ۱۳۵۳ خورشیدی

کاشمر در دوران‌های گذشته و به‌ویژه در سده‌های نخستین اسلامی از اهمیت بسیاری برخوردار بوده است. کاشمر گردنهٔ رسیدن مهاجمان جنوبی و غربی به نیشابور محسوب می‌شده و نقش ضربه‌گیر و پیش‌مرگ نیشابور را بر دوش داشته است که موجب شد بسیاری به این شهر هجوم برده یا در آن، جا خوش‌کرده و ماندگار شوند.
از تاریخ دگرگونی‌های کاشمر در سده‌های نخستین اسلامی، اسناد چشمگیری در دست نیست، بااین‌حال پس از کم‌رنگ‌شدن حملهٔ اعراب به ایران بر خراسان و پیدایش خاندان‌های آریایی همچون طاهریان، صفاریان و سامانیان این شهر رفته‌رفته اهمیت گذشته خود را یافته و با توجه به موقعیت ویژهٔ ترشیز که در دوران‌هایی همچون طاهریان (۲۵۹–۲۰۵ قمری) که نیشابور را به مرکزیت فرمانروایی خود برگزیده بودند، این شهر از رونق و آبادانی بسیاری برخوردار شده بود.
باآنکه برپایهٔ گزارش اسناد تاریخی، یعقوب لیث صفاری که سودای بدست آوردن فرمانروایی طاهریان را در سر می‌پروراند، در سر راه خود از سیستان به نیشابور از ترشیز رد شد اما گزارشی از بروز برخوردهای پرخاشگرانه در این شهر در دست نیست.
با این‌رو از جستجوی تاریخ‌نگاران سده‌های نخستین اسلامی چنان بر می‌آید که در میانهٔ سدهٔ چهارم قمری کاشمر اهمیت و موقعیت بلندپایه‌ای در میان شهرهای ایران داشته است. ابن حوقل در این زمینه می‌نویسد: «ترشیز شهری زیبا، پربرکت و پرجمعیت است».
شمس‌الدین مقدسی نیز بیانی از این شهر در نخستین سال‌های سدهٔ پنجم قمری نمایش می‌دهد: «گویند روزی بوفضل بلعمی و بوفضل بن یعقوب در مجلس میرسعید بودند. بلعمی در ستایش مرو پرچانگی نمود، ابن یعقوب گفت: منکر ستودگی مرو نیستم که همچنان است که گفتی، ولی نیشابور دوازده روستا دارد که یکی از آن‌ها بُست است که درآمد سه منبر آن به اندازه درآمد همه مرو است. این روستا غلات و انگور نیکو را با هم دارد. شنیده‌ام زیتون و انجیر هم دارد و نوبرها از آنجا می‌برند؛ زیرا هوایی ملایم دارد. نام شهر آن طرثیث (ترشیز) است که خوب آباد است و مسجد جامعی دارد که پس از جامع دمشق، ثروتمندتر از آن نیست. زیبا و پاکیزه است. غیر از دکان‌های کهن، بازاری نوساز و گرم دارد… درگاه فارس و اصفهان و انبار خراسان به‌شمار می‌رود».
در قرن هشتم هجری؛ خواجه علی مؤید، واپسین امیر سربداری (حکومت: ۷۶۶–۷۸۳)، ناحیه ترشیز را به قلمرو حکومتی خود درآورد اما در سال ۷۷۹ق، درویش رکن‌الدین و جلال‌الدین شاه‌شجاع همداستان شده و بر حکومت سربداران تاختند و ترشیز یکی از مناطقی بود که به آن دست یافتند. پس از آن، خواجه‌علی به کمک امیرولی استرآبادی (حاکم استرآباد)، دوباره بر ترشیز مسلط شد. او در این گیرودار، یک بار نیز از خواجه سدید که از سدیدیان ترشیز بود کمک گرفت. خواجه‌علی، بار دیگر در سال ۷۷۲ق به کمک جلال‌الدین شاه‌شجاع که قبلاً به درویش رکن‌الدین کمک کرده بود، ترشیز را تسخیر نمود. سرانجام، با تسلیم خواجه‌علی مؤید سربداری به امیر تیمور گورکانی در حدود سال ۷۸۲ ه‍. ق، حکومت محلی سربداری‌ها از خراسان و ناحیه ترشیز برچیده شد. گفتنی است برخی منابع، پس از خواجه‌علی و در فاصله سال‌های ۷۸۲ تا ۷۸۴ق از حکومت امیرولی استرآبادی و پس از وی، امیرلی سدیدی بر ناحیه ترشیز گزارش داده‌اند.

## مردم

### جمعیت
برپایهٔ سرشماری عمومی نفوس و مسکن در سال ۱۳۹۵ خورشیدی جمعیت این شهر ۱۰۲٬۲۸۲ نفر (۳۱٬۷۷۵ خانوار) بوده است.
| سال  | جمعیت   | رشد سالیانه |
| ---- | ------- | ----------- |
| ۱۳۴۵ | ۱۷٬۰۶۵  | -           |
| ۱۳۵۵ | ۲۶٬۸۸۳  | ۵۷٬۵٪       |
| ۱۳۶۵ | ۴۹٬۲۵۹  | ۸۳٬۲٪       |
| ۱۳۷۰ | ۵۸٬۵۲۲  | ۱۸٬۸٪       |
| ۱۳۷۵ | ۶۹٬۱۷۷  | ۱۸٬۲٪       |
| ۱۳۸۵ | ۸۱٬۵۲۷  | ۱۷٬۹٪       |
| ۱۳۹۰ | ۹۰٬۲۰۰  | ۱۰٬۶٪       |
| ۱۳۹۵ | ۱۰۲٬۲۸۲ | ۱۳٬۴٪       |

| مردان | سن       | زنان  |
| ----- | -------- | ----- |
| ۲٬۷۹۰ | بالای ۶۵ | ۲٬۶۹۲ |
| ۱٬۴۵۹ | ۶۰–۶۴    | ۱٬۵۰۳ |
| ۲٬۳۰۶ | ۵۵–۵۹    | ۲٬۲۲۷ |
| ۲٬۵۸۶ | ۵۰–۵۴    | ۲٬۴۵۴ |
| ۳٬۱۵۰ | ۴۵–۴۹    | ۳٬۰۲۹ |
| ۳٬۸۳۹ | ۴۰–۴۴    | ۳٬۸۵۰ |
| ۴٬۶۶۵ | ۳۵–۳۹    | ۴٬۶۹۹ |
| ۵٬۳۳۹ | ۳۰–۳۴    | ۵٬۳۱۹ |
| ۴٬۸۵۸ | ۲۵–۲۹    | ۴٬۸۲۲ |
| ۳٬۴۹۹ | ۲۰–۲۴    | ۳٬۵۰۳ |
| ۳٬۳۷۶ | ۱۵–۱۹    | ۳٬۳۲۲ |
| ۴٬۰۵۱ | ۱۰–۱۴    | ۳٬۷۴۹ |
| ۴٬۴۸۶ | ۵–۹      | ۴٬۳۵۹ |
| ۵٬۲۱۲ | ۰–۴      | ۵٬۱۳۸ |

### قومیت

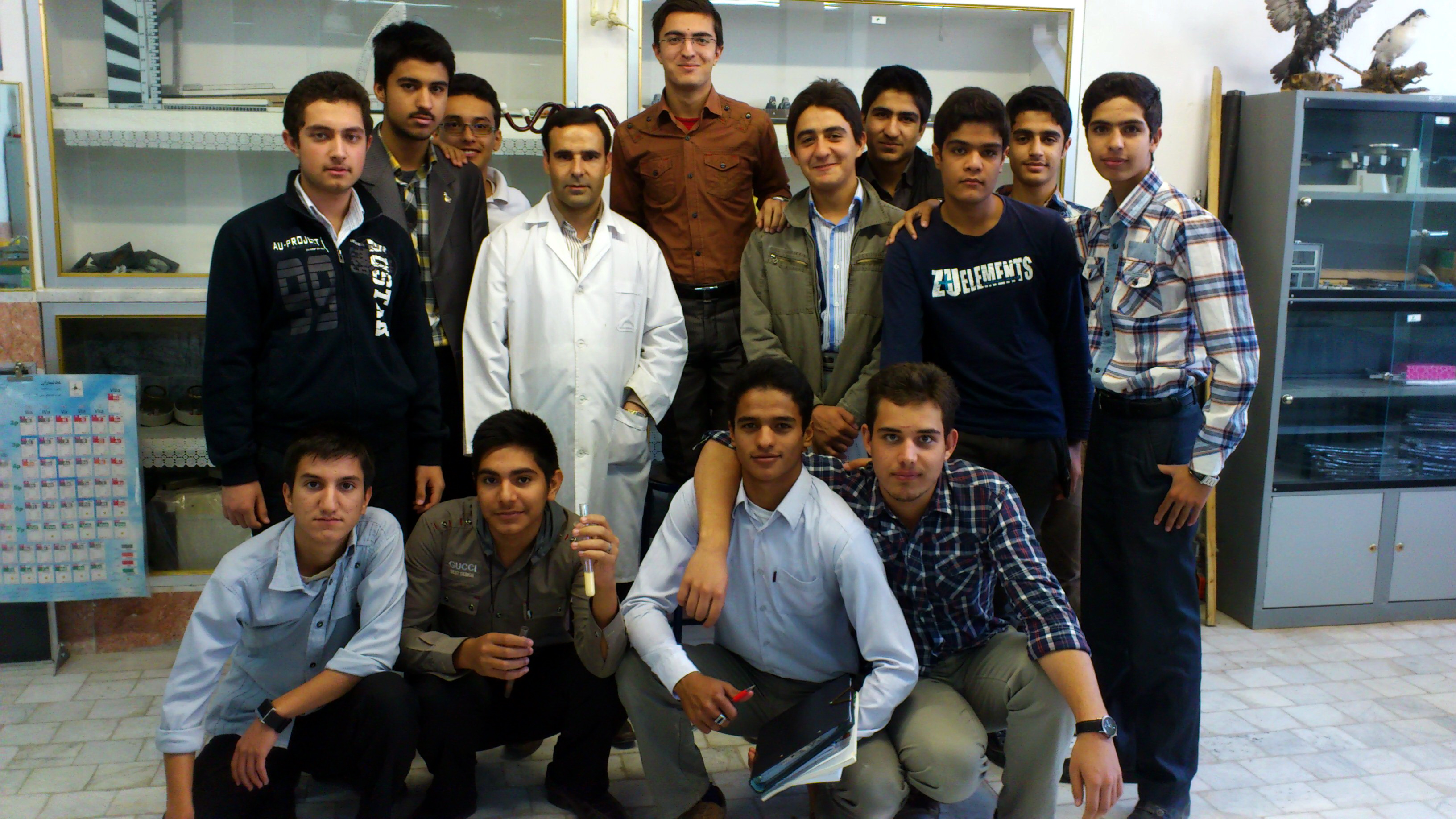
دانش‌آموزان در آزمایشگاه دبیرستان شاهد که بیشترشان (یا همه‌شان) از مردمان فارسی‌زبان هستند، ۱۳۹۱ خورشیدی

بیشتر مردم کاشمر فارسی‌زبان هستند. همچنین در حومهٔ شهر ایل‌ بلوچ (گرگ زائی، اسماعیل زائی و زائی) سکونت دارند.

### فرهنگ و هنر
در سال ۱۳۹۹ خورشیدی کاشمر و شهرستان آن ۱۳۳ مؤسسه و آموزشگاه فرهنگی–هنری و همچنین مراکز مهارت‌آموزی داشته است که نزدیک به ۲ هزار نفر در زمینهٔ فرهنگ و هنر فعال بوده‌اند.

#### زبان و گویش
مردم این شهر و حومهٔ آن به زبان فارسی و به گویش کاشمری سخن می‌گویند.

#### خوراک‌های محلی

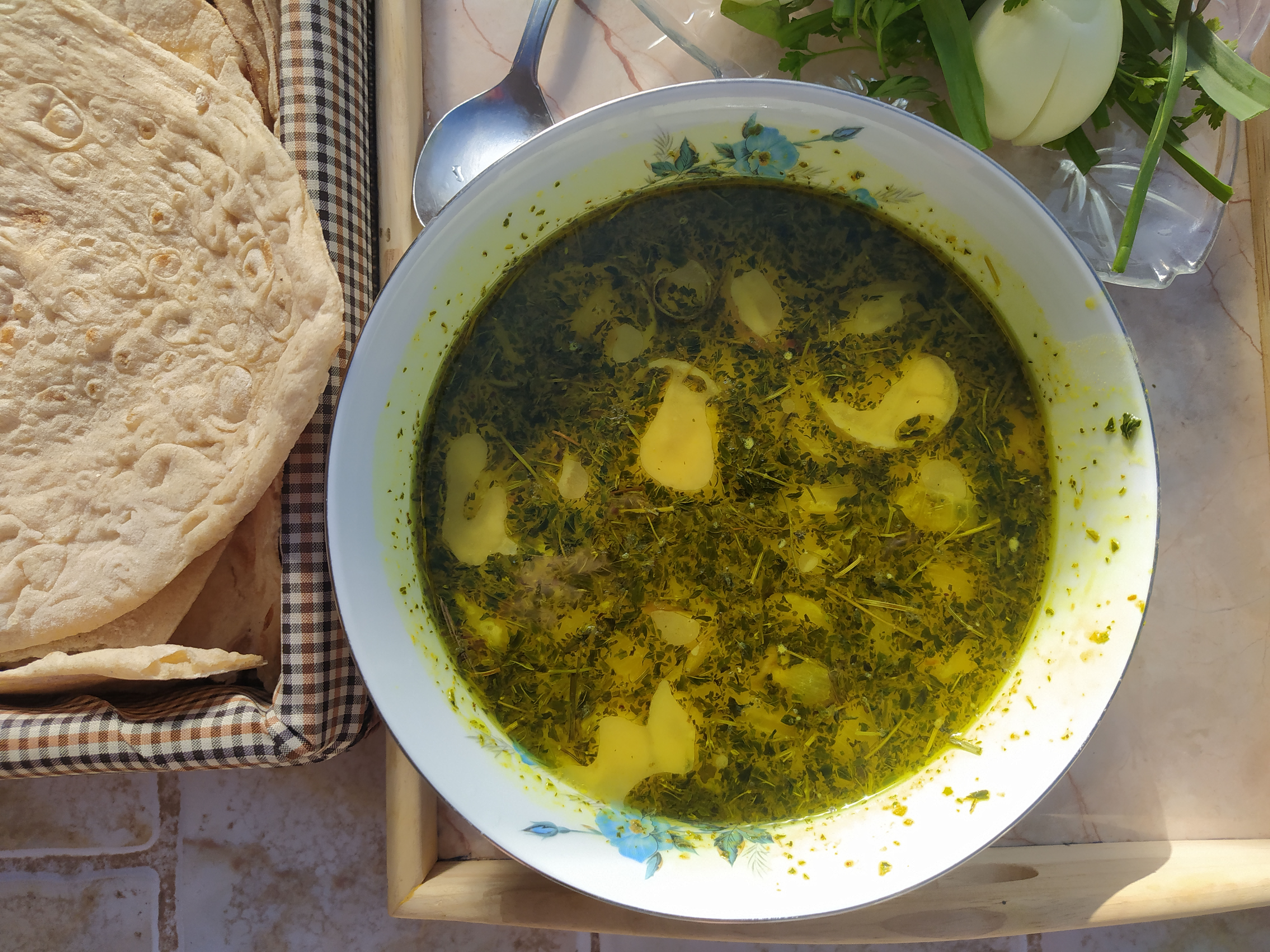
اشکنه قروتی یا اشکنه کشک، ۱۴۰۲ خورشیدی

نان محلی از برجسته‌ترین خوراک‌های کاشمر است که این نان‌ها با آرد سبوس‌دار درست می‌شود. اشکنه قروتی یا اشکنه کشک در کاشمر و دیگر شهرهای خراسان به‌عنوان خوراک محلی نیز شناخته‌شده است و ترکیبات آن شامل آب، کشک (قروت)، پیاز، نعنا، آویشن، گردو می‌باشد. اشکنه گوجه نیز یکی دیگر از خوراک‌های محلی کاشمر و شهرهای همجوار است که ترکیبات آن شامل گوجه‌فرنگی، پیاز، ادویه، آب، سیب‌زمینی، عدس می‌باشد. به دیگر خوراک‌های محلی کاشمر می‌توان به اشکنه بنه، اشکنه قورمه، اشکنه دانه، اشکنه بلغور، اشکنه قاقرو، روغن شیره، کمه‌جوش، کله‌جوش، آش کمای، گرماست (گرماس)، مسکه، توگی، لیچار، کف، اشکنه تخم‌مرغ (اشکنه اوجز) و آرد بریو (بریان) اشاره نمود.

#### آداب و رسوم

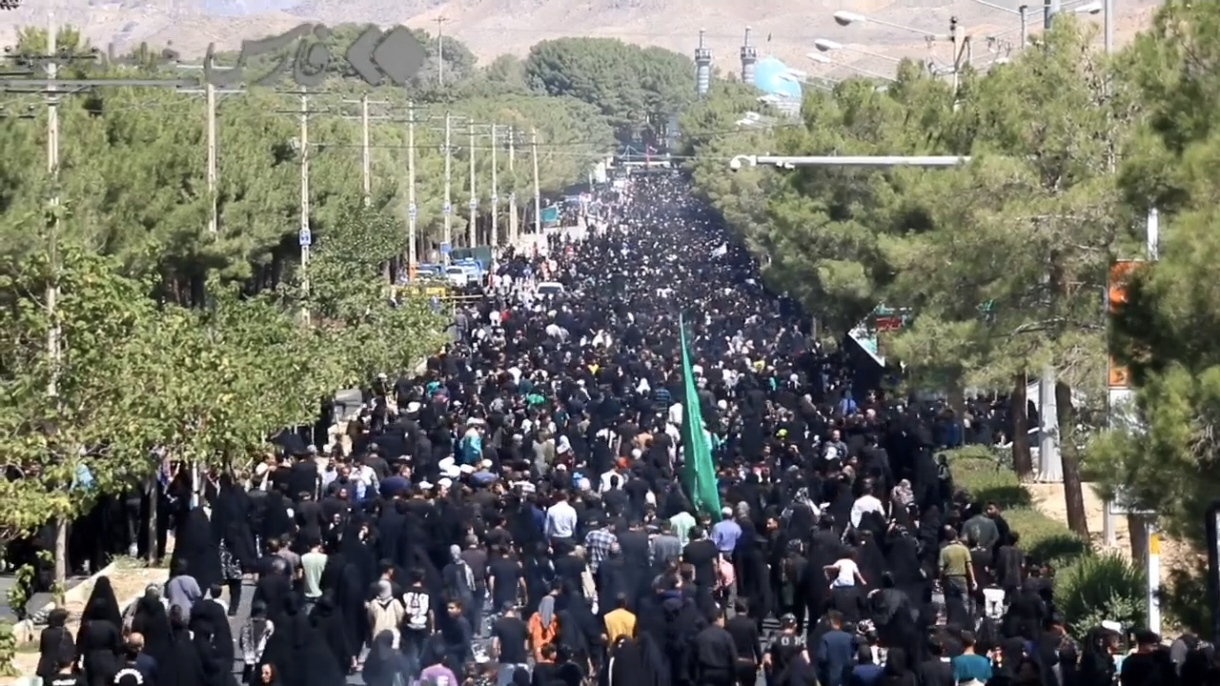
پیاده‌روی جاماندگان اربعین به‌طرف امامزاده سید مرتضی، ۱۴۰۳ خورشیدی

از آداب و رسوم بنیادین کاشمر می‌توان از جشن‌ها و آیین‌های نوروز، سده، چهارشنبه سوری و عزاداری‌های تاسوعا و عاشورا اشاره نمود. برگزاری مراسم تعزیه‌خوانی، قنبرخوانی، نخل‌گردانی، نقالی و پرده‌خوانی در عاشورا از دیگر آداب و رسوم‌های مذهبی این شهر است. همچنین چوله قزک، جشن خرمن، مراسم آیینی چندنفره، نمایش دونفره، شوخنی (مناجات)، باران‌خواهی و چشم‌زخم از دیگر آداب و رسوم‌های این شهر است.
از مراسم آیینی ابداع‌شده توسط جمهوری اسلامی ایران می‌توان از پیاده‌روی جاماندگان اربعین نام برد که در کاشمر از امامزاده سید حمزه تا امامزاده سید مرتضی پیاده‌روی می‌گردد.

#### موسیقی محلی

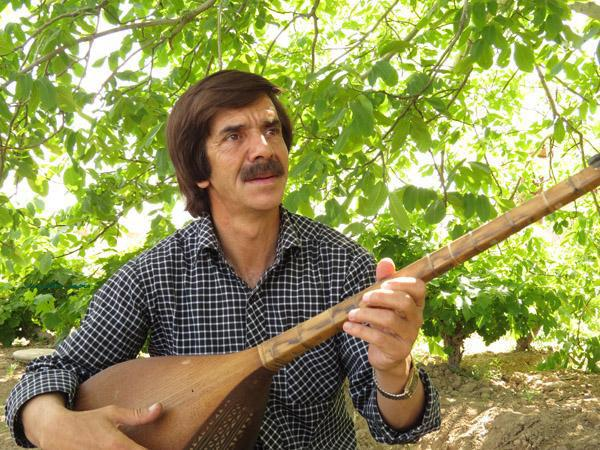
حسن عابدینی از اساتید نامدار موسیقی محلی کاشمر، ۱۳۹۳ خورشیدی

تاریخ موسیقی محلی این شهر فراتر از ۲۰۰ سال پیشینه دارد و موسیقی کاشمر در کنار زبان و گویش یکی از بخش‌های هویت فرهنگی آن محسوب می‌شود. موسیقی منطقهٔ کاشمر و تربت جام از ساختار مشترکی برخوردار است اما در چندی از آواها دارای ویژگی‌های گوناگون و برجسته‌ای می‌باشد که بیشتر آن‌ها چهاربیتی هستند و با سازهای مرسوم این شهر از جملهٔ آن‌ها دوتار، دوسازه (قوشمه، به گویش کاشمری: دوسَزَ)، سرنا، دهل و دایره خوانده می‌گردند. برپایهٔ پژوهش‌ها در نزدیک دهه‌های ۱۳۲۰ و ۱۳۳۰ خورشیدی فرد کم‌سن و سالی به‌نام «ذوالفقار عسگریان» از اساتید نامدار موسیقی خراسان که زاده منطقهٔ کاشمر (خلیل‌آباد) بود با الاغ به روستاهای این منطقه می‌رفت تا دوتار و موسیقی محلی را ترویج دهد. همچنین «حسن عابدینی» از دیگر اساتید نامدار این شهر است. «گروه بیداد» نیز از برجسته‌ترین گروه‌های موسیقی منطقهٔ کاشمر است و با سرپرستی «هادی قاسمی» اداره می‌گردد که از سال ۱۳۷۵ خورشیدی فعالیت می‌کند. بیشتر تمرکز قاسمی جهت جذب نوجوانان و جوانان به‌کار گرفته می‌شود.

#### خوشنویسی

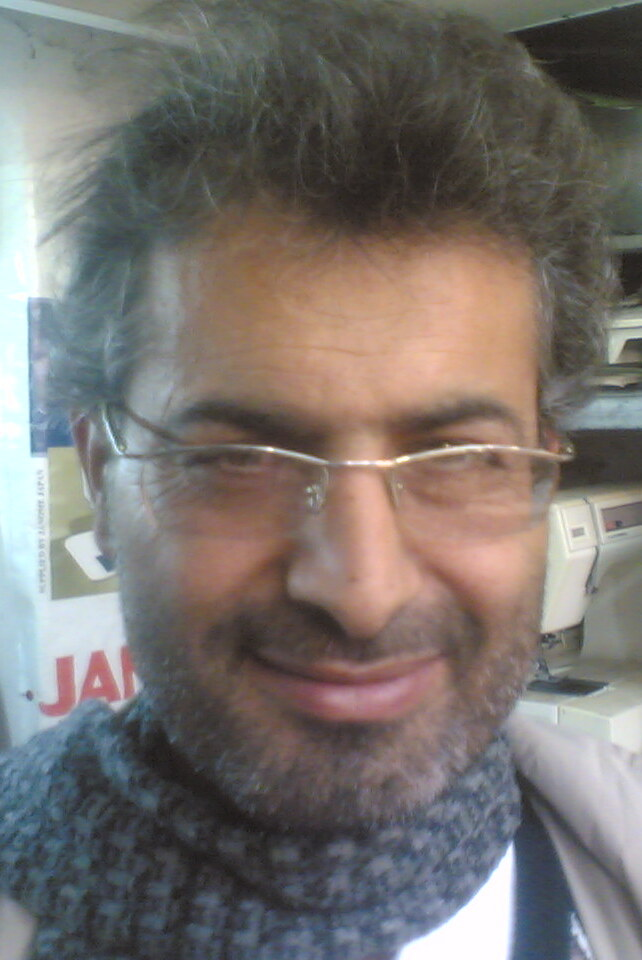
محمدجواد پورحسن (۱۳۴۴ – ۱۳۹۳ خورشیدی) نخستین کسی که در کاشمر توانست مدرک ممتازی از شورای ارزشیابی انجمن خوشنویسان ایران را کسب کند، ۱۳۸۶ خورشیدی

خوشنویسی کاشمر جایگاه ویژه‌ای در سطح کشوری دارد به‌گونه‌ای که در سال ۱۳۹۹ خورشیدی دارندهٔ دو «استاد برجستهٔ خوشنویس» و هفت «عضو فوق‌ممتاز» بوده است که دو نفر از آن‌ها «فوق‌ممتاز شکسته‌نستعلیق» و پنج نفر دیگر «فوق‌ممتاز نستعلیق» می‌باشند. همچنین نزدیک به ۷۰ «عضو ممتاز» و ۶۰ «عضو عالی» مشغول برای دستیابی به درجات بالاتر در حوزهٔ خوشنویسی قرار داشته‌اند. از دستاوردهای خوشنویسی کاشمر می‌توان به چاپ کتاب «صلح و سلام» نوشته‌شده توسط «هادی دربان حسینی» در سال ۱۳۹۴ خورشیدی اشاره نمود که مورد استقبال قرار گرفت. دربان حسینی که متولد ۱۳۵۰ خورشیدی است در سال ۱۳۹۳ خورشیدی توانست «مدرک استادی» از «شورای ارزشیابی انجمن خوشنویسان ایران» را بگیرد و همچنین در جایگاهٔ شاگردی برای اساتیدی همچون رسول مرادی و غلامحسین امیرخانی قرار داشته است. از دیگر اساتید خوشنویسی کاشمر می‌توان به استاد «مهدی فانی» اشاره نمود. افزون بر این «محمدجواد پورحسن» متولد ۱۳۴۴ خورشیدی نیز نخستین کسی بود که در کاشمر توانست «مدرک ممتازی» را از شورای ارزشیابی انجمن خوشنویسان ایران کسب کند. پورحسن با مرگ زودهنگام بر اثر بیماری کلیوی در تاریخ ۱ آذر ۱۳۹۳ درگذشت.

#### بازی‌های بومی محلی
از ۱۵ بازی بومی محلی کاشمر تنها پنج بازی دارای تیم است و بقیه آن‌ها منسوخ یا درحال منسوخ‌شدن هستند. هفت‌سنگ، یک قل دو قل، لی‌لی، وسطی (دژبال)، بجول‌بازی، کبدی (زو)، الک دولک، قایم‌باشک (قایم‌پیدا)، سه‌پایه (سه‌پایه نیشابوری)، دال پلو (دال پلان) و خروس جنگی (الختر) از بازی‌های بومی محلی رایج در کاشمر می‌باشند.

## اقتصاد
اقتصاد کاشمر برپایهٔ سه موضوع یعنی کشاورزی، صنعت و گردشگری می‌چرخد. هنرهای سنتی، صنایع دستی و ره‌آورد نیز از دیگر موضوع‌های اقتصادی این شهر است. کاشمر و شهرستان آن تا اسفند ۱۳۹۹ خورشیدی، نزدیک ۹ هزار واحد صنفی، ۷۲ واحد صنعتی و ۳۰ واحد معدنی داشته است.

### کشاورزی

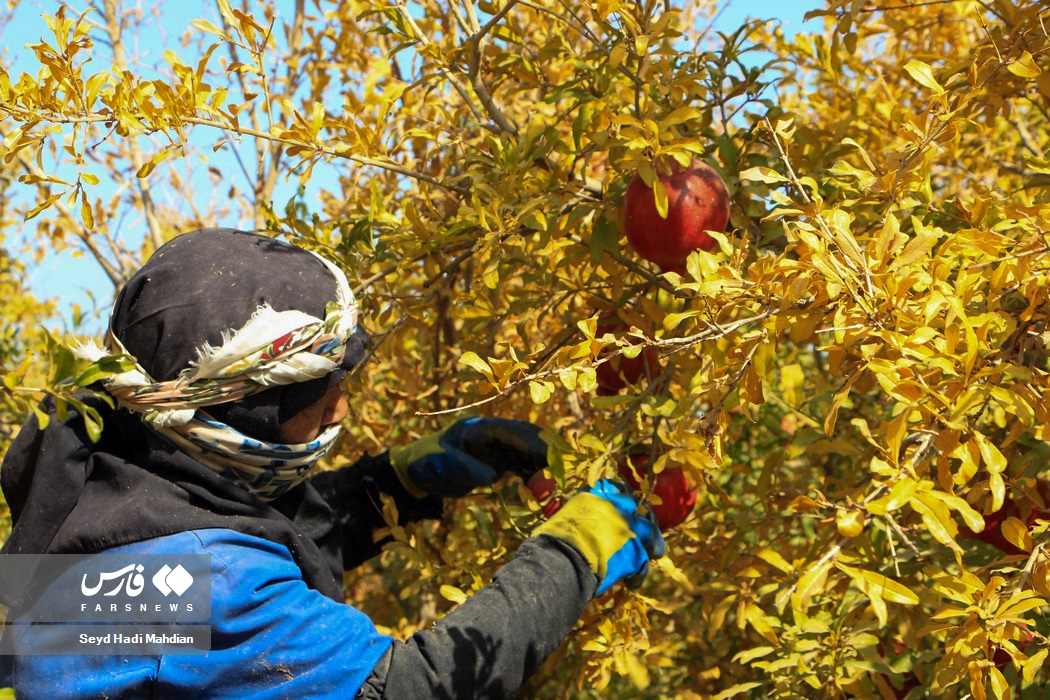
باغات انار کاشمر، ۱۴۰۰ خورشیدی

بخش مهمی از اقتصاد کاشمر برپایهٔ کشاورزی است که قسمت بزرگی از آن به شیوهٔ سنتی و غرقابی اجرا می‌گردد که میزان زیرکشت گلخانه‌های این شهر و حومهٔ آن تنها ۶ هکتار است و همچنین کاشمر در اقلیم نیمه‌خشک قرار گرفته و تابستان‌هایی با گرمای شدید و کم باران را با خود همراه دارد. کاشمر و شهرستان آن تا سال ۱۴۰۲ خورشیدی دارای ۹٬۳۸۱ هکتار میزان زیرکشت باغات و ۲٬۰۲۰ هکتار میزان زیرکشت فرآورده‌های زراعی بوده که ۳٬۳۰۰ هکتار از باغات زیرکشت انگور بوده است. در همان سال این شهر از دیدگاه میزان زیرکشت انگور در استان دارای جایگاه سوم است، همچنین با نزدیک به ۶۰۰ هکتار از فرآورده‌های زراعی زیرکشت طالبی؛ جایگاه نخست این فرآورده در استان را دارا بود. کاشمر و شهرستان آن در سال ۱۴۰۱ خورشیدی با نزدیک به ۶۵۰ هکتار سطح زیرکشت گونه‌های گوناگون انار جایگاه سوم استان را داراست.

### صنعت
کم‌توجهی به شهرک صنعتی کاشمر در دهه‌های گذشته اقتصاد صنعتی این شهر را با رکود و تعطیلی همراه ساخته بود که بسیاری از واحدهای تولیدی تک‌محصولی از جملهٔ آن قند که زمانی تولید مناسبی داشت در سال ۱۳۹۵ خورشیدی نیمی از آن‌ها به تعطیلی رسیده بود و اقتصاد صنعتی کاشمر با کم‌ترین گنجایش تولیدی فعالیت داشت و مشکلات مالی و سرمایه‌ای دلیل اصلی تعطیلی این واحدها بود. شهرک صنعتی کاشمر در سال ۱۴۰۰ خورشیدی ۶۹ واحد ثبت‌شده داشته است که ۴۲ واحد آن فعال، ۸ واحد تعطیل و مابقی درحال‌احداث بوده‌اند. همچنین در همان سال ۹۰ درصد زمین‌های این شهرک صنعتی واگذار شده بود و اقدامات زیرساختی طرح گسترش شهرک نیز درحال انجام است. در سال ۱۳۹۹ خورشیدی ۳۰۹ میلیارد تومان سرمایه‌گذاری ثابت در این شهرک انجام شد که نسبت به سال قبل ۹۰۰ درصد افزایش یافته است. شهرک صنعتی کاشمر دارای واحدهای تولیدی گونه‌های فرآورده‌های کشاورزی و غیرهم است. کارخانهٔ کاشی و سرامیک زهره بزرگ‌ترین مجموعهٔ صنعتی در منطقهٔ کاشمر است و همچنین بزرگ‌ترین واحد تولید کاشی و سرامیک در شرق ایران شناخته می‌گردد که در زمینی به مساحت ۵/۴۸ هکتار ساخته شد. تولید نخستین این مجموعه در سال ۱۳۹۱ خورشیدی با گشایش فاز نخست و تولید سالیانه نزدیک به سه و نیم میلیون مترمربع و کارآفرینی مستقیم بیش از ۳۰۰ نفر انجام گرفت. کارخانهٔ کاشی و سرامیک زهره دارای بیش از ۶۵ هزار مترمربع سالن تولید است و طراحی آن برای ۶ خط تولید کاشی گرانیت و لعاب‌دار در سه فاز ای (A)، بی (B) و سی (C) صورت گرفت که در سال ۱۳۹۶ خورشیدی فاز ای (A) اجرایی شد و تولید آن به بیش از هفت و نیم میلیون مترمربع رسید که کارگماری مستقیم حدود ۵۵۰ نفر را به‌همراه داشت. همچنین در سال ۱۳۹۸ خورشیدی «شرکت کاشی و گرانیت و لعاب زهره» به‌عنوان واحد نمونه و صنعتی در استان خراسان رضوی انتخاب شد. مجموعهٔ کارخانه‌های نوشیدنی‌های بیسمارک و قند غزنوی در زمینی به مساحت ۳۲ هزار مترمربع ساخته شده است که نخستین واحد آن دربرگیرندهٔ کارخانهٔ قند عسل در سال ۱۳۹۲ خورشیدی با کارگماری ۲۰۰ نفر برای تولید قند و شکر با برند «غزنوی» و «سفیدبرفی» به بهره‌برداری رسید و دومین واحد تولیدی آن دربرگیرندهٔ کارخانهٔ تولید نوشیدنی با گنجایش نزدیک به ۷۲ میلیون لیتر در سال ۱۳۹۹ خورشیدی نیز به بهره‌برداری رسید که گنجایش آن در سال ۱۴۰۰ خورشیدی نزدیک به ۳۰۰ میلیون لیتر افزایش یافت. همچنین در همان سال میزان سرمایه‌گذاری در این مجموعهٔ کارخانه‌ها نزدیک ۲ هزار میلیارد ریال بوده است.

### گردشگری
گردشگری در کاشمر به‌همراه کشاورزی و صنعت بخش مهمی از اقتصاد در این شهر است به گونه‌ای که ۳٫۵ میلیون نفر در سال ۱۳۹۶ خورشیدی از این شهر و شهرستان آن بازدید کردند چنان‌که در سطح استان پس از مشهد جایگاه دوم و جایگاه چهارم در ایران از دیدگاه گردشگری مذهبی را ثبت کرده است. وجود جاذبه‌های گردشگری، تاریخی و فرهنگی، منطقهٔ کاشمر را تبدیل به یکی از قطب‌های گردشگری استان خراسان رضوی کرده و پیشینهٔ تاریخی آن نشان از تمدن کهنی دارد. وجود بافت سرسبز و آب‌وهوای مناسب یکی دیگر از فواید گردشگری در این شهر است.

#### جاذبه‌های گردشگری

##### آثار ملی
تا سال ۱۳۹۷ خورشیدی، بیست و شش اثر ملی در شهرستان کاشمر ثبت شده‌اند که در میزان استان خراسان رضوی که بالغ بر ۱۴۰۷ اثر تاریخی، بسیار ناچیز است.

###### بناها
- امامزاده سید مرتضی[۶۰]
- مسجد جامع کاشمر[۶۱]
- یخچال قدیمی کاشمر[۶۲]
- امامزاده سید حمزه[۶۳]
- آرامگاه سید حسن مدرس[۶۴]
- آرامگاه سید اسماعیل نبوی[۶۵]
- مسجد حاجی جلال[۶۶]
- خانه احمد پناه[۶۷]
- آرامگاه افتخارالتجار[۶۸]
- مدرسه حاج سلطان العلماء[۶۹]
- کاروانسرای امین التجار[۷۰]
- آسیاب‌های آبی طلاآباد[۷۱]
- قلعه ریگ[۷۲]
- آب‌انبار فروتقه[۷۳]
- آسیاب‌آبی جردوک[۷۴]
- خانه دانش[۷۵]

###### تپه محوطه‌ها
- تپه جن[۷۶]
- قلعه کهنه[۷۷]
- محوطه دزد[۷۸]
- گورستان دشت طلاآباد[۷۹]

##### آثار میراث طبیعی
- سرو باغ‌مزار[۸۰]

### هنرهای سنتی، صنایع دستی و ره‌آورد

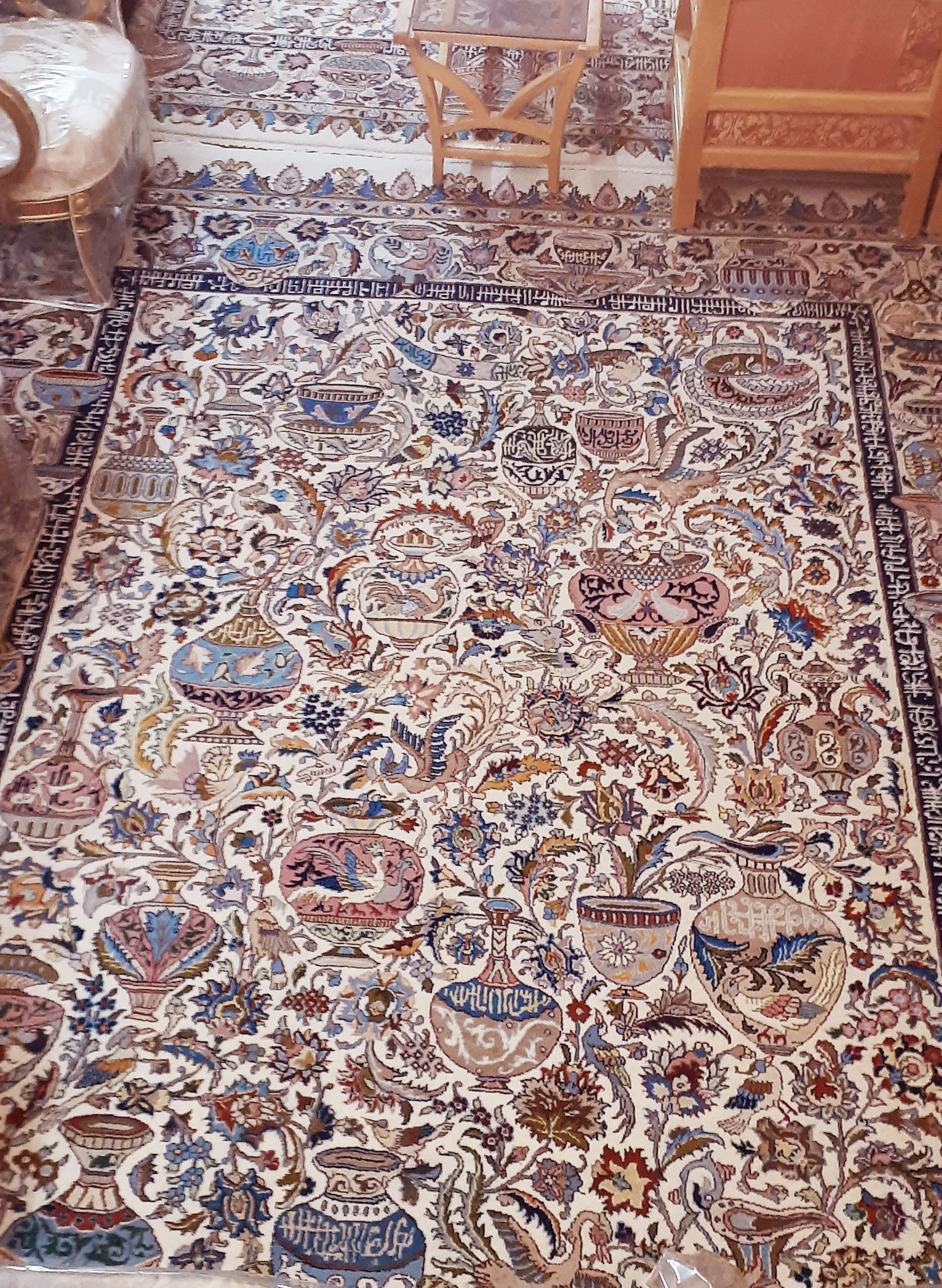
قالی دستباف کاشمر، ۱۳۹۹ خورشیدی

#### هنرهای سنتی و صنایع دستی
در مناطق مختلف شهرستان کاشمر مشاغل سنتی و هنرهای دستی هنوز تا حدودی رواج دارد اما در میان آن‌ها بافت قالی به‌ویژه در روستاها از اهمیت به‌سزایی برخوردار است. قالی کاشمر به واسطهٔ مرغوبیت در بافت، نقشه و رنگ یکی از قالی‌های مشهور منطقهٔ خراسان می‌باشد. از جمله مشاغل سنتی در شهرستان کاشمر می‌توان به مسگری، نجاری و آهنگری اشاره نمود. گلیم‌بافی، حصیربافی، گیوه دوزی و بافت قالیچه نیز از سایر صنایع دستی و هنرهای سنتی این شهرستان به‌شمار می‌آید.

##### قالی کاشمر
قالی کاشمر نوعی قالی ایرانی که به‌نام منطقهٔ کاشمر نامگذاری شده است و در سراسر شهرستان کاشمر تولید می‌شود. این قالی‌ها دست‌بافتند و اغلب با طرح‌های منظره و شکارگاه در دسترس هستند. تاریخچهٔ قالی‌بافی در کاشمر به ۱۵۰ سال و هنر معاصر فرش‌بافی به سال ۱۹۲۰ میلادی (۱۲۹۸ یا ۱۲۹۹ خورشیدی) باز برمی‌گردد. با این‌وجود، بین سال‌های ۱۲۶۰ تا ۱۲۸۰ تولید انبوه فرش توسط مورخان ثبت‌شده است. نخستین استاد بافنده در منطقهٔ کاشمر «محمد کرمانی» است که علی‌رغم نام خانوادگی‌اش اهل کرمان نبود. محمد کرمانی اهل روستایی به‌نام فروتقه در نزدیکی کاشمر بود و به‌گفتهٔ مورخان، دانش قالی‌بافی را از استان کرمان آورده‌شده است و احتمالاً نخستین کار وی به سفارش «سعید حسین سجادی» بومی و ساکن فروتقه و تولیدکننده معروف فرش انجام شده است.

#### سوغات و ره‌آورد

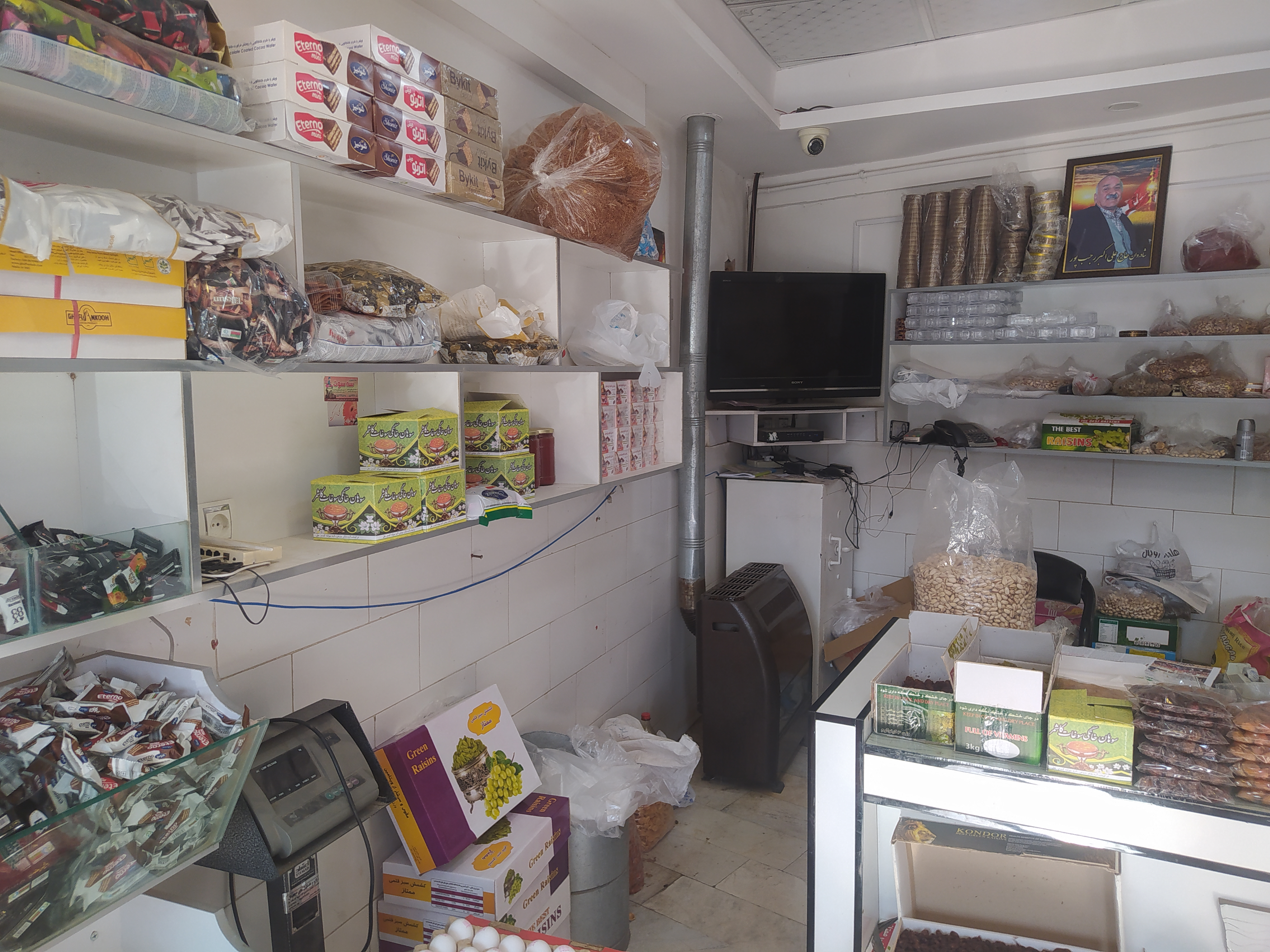
مغازهٔ خشکبارفروشی؛ مکانی برای خرید سوغاتی‌های کاشمر، ۱۴۰۲ خورشیدی

بخشی از فراورده‌های صنایع دستی می‌توانند جزئی از سوغات کاشمر محسوب شوند که از میان آن‌ها می‌توان به قالی کاشمر، گیوه‌های کاشمری، انواع حصیرها و گلیم‌های الوان اشاره نمود. اما مهم‌ترین ره‌آورد کاشمر با توجه به فراوانی تاکستان‌ها در این منطقه، کشمش است. کشمش کاشمر به سراسر ایران صادر می‌شود و پس از آن زعفران و انار از سوغات شناخته‌شدهٔ کاشمر به‌شمار می‌روند. سوهان ورقه‌ای نیز از شاخص‌ترین شیرینی‌های محلی کاشمر است که برای نوروز در تمام سفره‌های مردم این شهر دیده می‌شود. همچنین باقلوای کاشمر دارای محبوبیت می‌باشد.

#### مشروبات الکلی
کاشمر را ملقب به شربت‌خانه خراسان (رابطهٔ غیرمستقیم با مشروبات الکلی) می‌دانند که با وجود ممنوعیت الکل در ایران هویت خود را از دست نداده است که در سال ۱۳۹۱ خورشیدی حدود ۳٬۳۰۰ هکتار تاکستان دارا بود. در همان سال ۵۰ درصد کشمش کاشمر معادل ۷٬۵۰۰ تن به کشورهای اروپایی صادر شد که نشان می‌دهد دارای شهرت ویژه‌ای در این کشورها است. که عمدهٔ آن برای مشروبات الکلی استفاده می‌شوند و حتی برندی آلمانی از مشروبات الکی بنام کاشمر (KASHMAR) وجود دارد که دارای محبوبیت در این کشور و مردمان ایرانی‌تبار آلمان است. به‌هرروی ممنوعیت الکل در ایران باعث شده است که مشروبات الکلی در این شهر بدون نظارت دولت و استانداردسازی لازم تولید شود که در سال ۱۳۹۷ خورشیدی دو نفر به‌دلیل مسمومیت الکلی جان باختند. همچنین در همان سال یک کارگاه تولیدی مشروبات الکلی با ۳۰۰ لیتر مشروب الکلی شناسایی و متلاشی شد.

## ورزش
گزارش‌های فروردین ۱۴۰۲ خورشیدی دربارهٔ ورزش در کاشمر شرایط خوبی ندارد و فوتبال بیش‌تر شبیه یک ویترین ورزشی است؛ دلیل آن نیز گوناگونی دیدگاه‌های مردمی می‌باشد که حرکت این ورزش را نامناسب کرده است و وضعیت اقتصادی باشگاه‌ها نیز تأثیرگذار هستند. همچنین به‌علت پیروی نکردن از نظام باشگاه‌داری در این شهر استانداردسازی برای باشگاه‌ها ناشدنی شده است. نبود تقویم ورزشی و مشکلات وابسته به داوران نیز کاشمر را به یک شهر ورزشی همسان نمی‌سازد. داستان‌سازی‌های مرتبط به فوتبال هم سد بزرگی برای برگزاری طرح‌های مربوط به فوتبال و فوتسال می‌گردد. والیبال کاشمر هرساله پس از مسابقات ماه رمضان که با حواشی همراه می‌شود در بی‌خبری قرار می‌گیرد. بسکتبال کاشمر در دهه‌های ۶۰ و ۷۰ خورشیدی نیز وضعیت مناسب‌تری تا به کنون داشته است، همکاری نکردن جوانان و نبود توجهٔ مناسب؛ دلیل اصلی وضعیت نامتناسب ورزش بسکتبال در این شهر است. ورزش زورخانه‌ای کاشمر را می‌توان در برگزاری ویژه‌برنامهٔ هیئت‌های ورزش‌های زورخانه‌ای و پهلوانی، گرامیداشت روز شهرداری و نائب‌قهرمانی کاشمر در مسابقات پهلوانی و زورخانه‌ای خراسان رضوی نگاه داشت. ورزش‌های رزمی به‌ویژه جامعهٔ ورزشی بانوان شرایط بهتری نسبت به دیگر ورزش‌های این شهر قرار دارد. از دیگر ورزش‌های کاشمر می‌توان به شطرنج، دو و میدانی، بدمینتون، ورزش‌های بومی‌محلی و روستایی، ورزش جانبازان، بوکس و وزنه‌برداری نیز اشاره نمود که بیشتر در سکوت خبری و با نبود پوشش رسانه‌ای همراه می‌شود. در سال ۱۳۹۹ خورشیدی ۲ هزار و ۶۰۰ ورزشکار سازمان‌یافته و بیمهٔ ورزشی‌شده در این شهر حضور ورزشی داشتند که با درنظر گرفتن فعالان بیمهٔ ورزشی‌نشده به بیش از ۱۰ هزار ورزشکار می‌رسد.

## موقعیت جغرافیایی
شهرستان کاشمر با دو بخش مرکزی و فرح‌دشت به مرکزیت شهر کاشمر مساحتی در حدود ۱٬۱۵۲ کیلومتر مربع از استان خراسان رضوی را گرفته است. کاشمر از غرب با خلیل‌آباد و بردسکن، از شمال با ریوش، عشق‌آباد و نیشابور، از شرق و شمال‌شرقی با تربت حیدریه و از جنوب و جنوب‌شرقی با فیض‌آباد روبه‌رو است. شهرستان کاشمر دارای دو منطقهٔ کوهستانی می‌باشد که در شمال رشته‌کوه کوهسرخ و در جنوب رشته‌کوه فغان (پیرکوه) قرار دارد، سپس منطقه‌ای کویری و خشک در جنوب و غرب وجود دارد. همچنین جلگه‌ای حاصلخیز در گستره حومه شهر و روستاهای آن می‌باشد.

### آب و هوا، اقلیم، طبیعت و محیط زیست
سامانه طبقه‌بندی اقلیمی کوپن، آب‌وهوای این شهر را به‌عنوان نیمه‌خشک سرد (BSk) با زمستان‌های کوتاه و خنک و تابستان‌های طولانی و گرم طبقه‌بندی می‌کند.
| داده‌های اقلیم کاشمر (۱۹۹۱–۲۰۲۰)   | داده‌های اقلیم کاشمر (۱۹۹۱–۲۰۲۰) | داده‌های اقلیم کاشمر (۱۹۹۱–۲۰۲۰) | داده‌های اقلیم کاشمر (۱۹۹۱–۲۰۲۰) | داده‌های اقلیم کاشمر (۱۹۹۱–۲۰۲۰) | داده‌های اقلیم کاشمر (۱۹۹۱–۲۰۲۰) | داده‌های اقلیم کاشمر (۱۹۹۱–۲۰۲۰) | داده‌های اقلیم کاشمر (۱۹۹۱–۲۰۲۰) | داده‌های اقلیم کاشمر (۱۹۹۱–۲۰۲۰) | داده‌های اقلیم کاشمر (۱۹۹۱–۲۰۲۰) | داده‌های اقلیم کاشمر (۱۹۹۱–۲۰۲۰) | داده‌های اقلیم کاشمر (۱۹۹۱–۲۰۲۰) | داده‌های اقلیم کاشمر (۱۹۹۱–۲۰۲۰) | داده‌های اقلیم کاشمر (۱۹۹۱–۲۰۲۰) |
| ماه                               | ژانویه                          | فوریه                           | مارس                            | آوریل                           | مه                              | ژوئن                            | ژوئیه                           | اوت                             | سپتامبر                         | اکتبر                           | نوامبر                          | دسامبر                          | سال                             |
| --------------------------------- | ------------------------------- | ------------------------------- | ------------------------------- | ------------------------------- | ------------------------------- | ------------------------------- | ------------------------------- | ------------------------------- | ------------------------------- | ------------------------------- | ------------------------------- | ------------------------------- | ------------------------------- |
| سابقهٔ بیش‌ترین °C (°F)             | ۲۱٫۰ (۷۰)                       | ۲۶٫۴ (۸۰)                       | ۳۳٫۴ (۹۲)                       | ۳۵٫۴ (۹۶)                       | ۳۸٫۶ (۱۰۱)                      | ۴۳٫۰ (۱۰۹)                      | ۴۲٫۶ (۱۰۹)                      | ۴۲٫۶ (۱۰۹)                      | ۳۸٫۴ (۱۰۱)                      | ۳۵٫۲ (۹۵)                       | ۲۸٫۴ (۸۳)                       | ۲۴٫۴ (۷۶)                       | ۴۳٫۰ (۱۰۹)                      |
| میانگین بیش‌ترین °C (°F)           | ۹٫۳ (۴۹)                        | ۱۲٫۰ (۵۴)                       | ۱۷٫۴ (۶۳)                       | ۲۴٫۱ (۷۵)                       | ۳۰٫۲ (۸۶)                       | ۳۵٫۵ (۹۶)                       | ۳۷٫۲ (۹۹)                       | ۳۵٫۸ (۹۶)                       | ۳۱٫۷ (۸۹)                       | ۲۵٫۲ (۷۷)                       | ۱۷٫۱ (۶۳)                       | ۱۱٫۴ (۵۳)                       | ۲۳٫۹ (۷۵)                       |
| میانگین روزانه °C (°F)            | ۴٫۴ (۴۰)                        | ۶٫۹ (۴۴)                        | ۱۲٫۰ (۵۴)                       | ۱۸٫۵ (۶۵)                       | ۲۴٫۳ (۷۶)                       | ۲۹٫۴ (۸۵)                       | ۳۱٫۰ (۸۸)                       | ۲۹٫۲ (۸۵)                       | ۲۴٫۹ (۷۷)                       | ۱۸٫۷ (۶۶)                       | ۱۱٫۵ (۵۳)                       | ۶٫۳ (۴۳)                        | ۱۸٫۱ (۶۵)                       |
| میانگین کم‌ترین °C (°F)            | ۰٫۴ (۳۳)                        | ۲٫۵ (۳۷)                        | ۷٫۱ (۴۵)                        | ۱۲٫۸ (۵۵)                       | ۱۷٫۸ (۶۴)                       | ۲۲٫۰ (۷۲)                       | ۲۳٫۵ (۷۴)                       | ۲۱٫۴ (۷۱)                       | ۱۷٫۵ (۶۴)                       | ۱۲٫۵ (۵۵)                       | ۶٫۵ (۴۴)                        | ۲٫۰ (۳۶)                        | ۱۲٫۲ (۵۴)                       |
| سابقهٔ کم‌ترین °C (°F)              | −۱۵٫۸ (۴)                       | −۱۲٫۰ (۱۰)                      | −۴٫۸ (۲۳)                       | −۲٫۰ (۲۸)                       | ۳٫۶ (۳۸)                        | ۱۲٫۰ (۵۴)                       | ۱۵٫۶ (۶۰)                       | ۸٫۴ (۴۷)                        | ۶٫۵ (۴۴)                        | −۰٫۸ (۳۱)                       | −۹٫۳ (۱۵)                       | −۸٫۸ (۱۶)                       | −۱۵٫۸ (۴)                       |
| بارندگی میلی‌متر (اینچ)            | ۳۱٫۱ (۱٫۲۲)                     | ۳۳٫۷ (۱٫۳۳)                     | ۴۵٫۴ (۱٫۷۹)                     | ۲۸٫۵ (۱٫۱۲)                     | ۱۲٫۷ (۰٫۵)                      | ۱٫۸ (۰٫۰۷)                      | ۰٫۷ (۰٫۰۳)                      | ۰٫۲ (۰٫۰۱)                      | ۱٫۰ (۰٫۰۴)                      | ۴٫۴ (۰٫۱۷)                      | ۱۲٫۹ (۰٫۵۱)                     | ۲۲٫۳ (۰٫۸۸)                     | ۱۹۴٫۷ (۷٫۶۷)                    |
| میانگین روزهای بارندگی (≥ ۱.۰ mm) | ۴٫۶                             | ۵٫۰                             | ۵٫۸                             | ۴٫۳                             | ۲٫۴                             | ۰٫۵                             | ۰٫۱                             | ۰٫۱                             | ۰٫۲                             | ۱٫۰                             | ۲٫۱                             | ۳٫۵                             | ۲۹٫۶                            |
| درصد رطوبت                        | ۶۱٫۰                            | ۵۵٫۰                            | ۴۸٫۰                            | ۴۰٫۰                            | ۳۰٫۰                            | ۲۲٫۰                            | ۲۱٫۰                            | ۲۱٫۰                            | ۲۳٫۰                            | ۳۲٫۰                            | ۴۶٫۰                            | ۵۷٫۰                            | ۳۸٫۰                            |
| میانگین روزانه ساعت‌های تابش آفتاب | ۱۸۴٫۰                           | ۱۸۶٫۰                           | ۲۱۲٫۰                           | ۲۵۱٫۰                           | ۳۰۸٫۰                           | ۳۴۸٫۰                           | ۳۷۰٫۰                           | ۳۶۱٫۰                           | ۳۱۷٫۰                           | ۲۸۱٫۰                           | ۲۱۵٫۰                           | ۱۸۸٫۰                           | ۳٬۲۲۱                           |
| منبع: اداره ملی اقیانوسی و جوی    |                                 |                                 |                                 |                                 |                                 |                                 |                                 |                                 |                                 |                                 |                                 |                                 |                                 |

## حمل و نقل

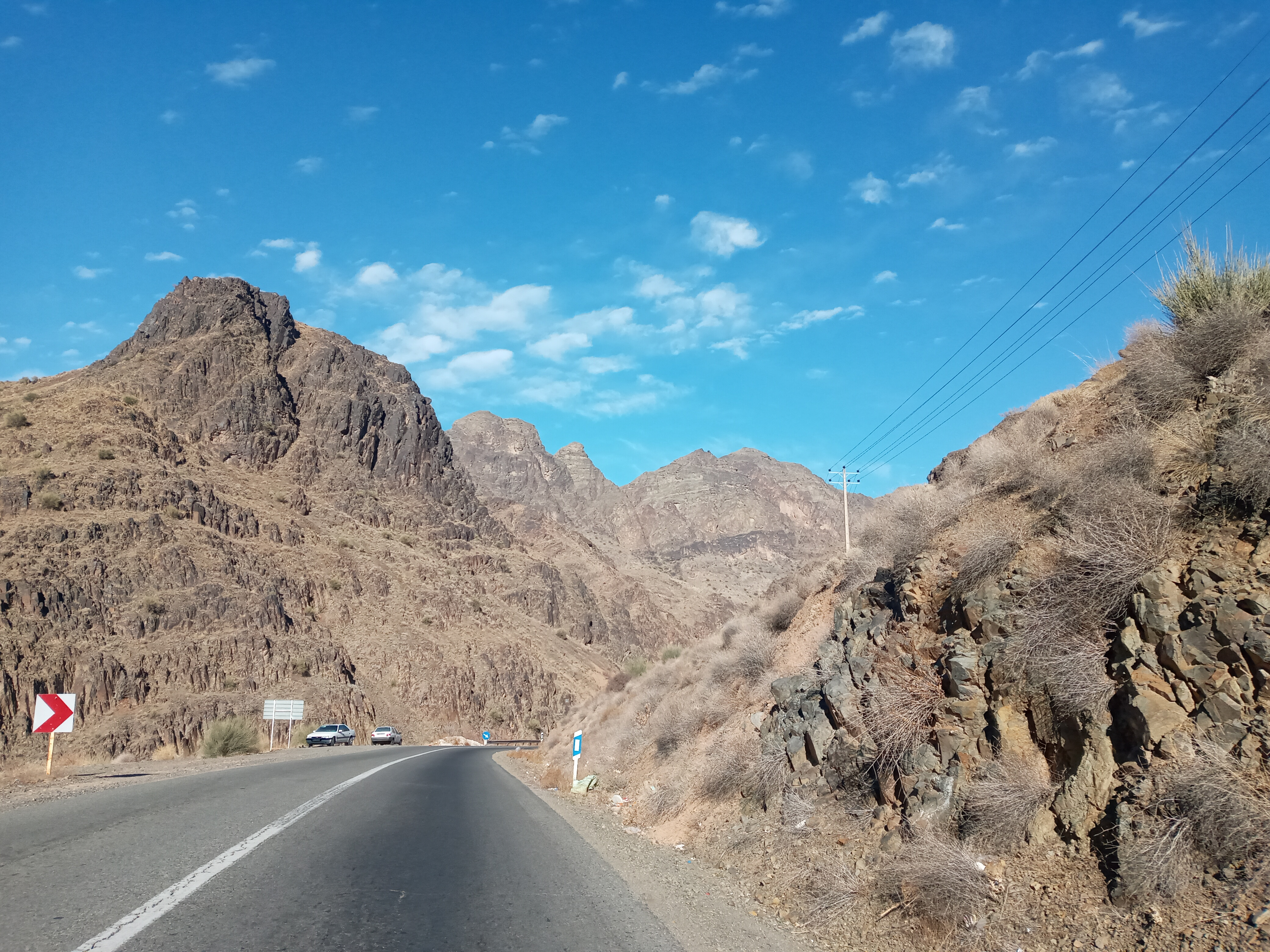
جادهٔ کاشمر به ریوش، ۱۴۰۰ خورشیدی

اکنون در کاشمر برای بیرون رفتن از شهر با وسایل نقلیه تنها اتوبوس و تاکسی برون‌شهری قابل استفاده است. در سال ۱۳۸۷ خورشیدی کلنگ احداث فرودگاه شهید مدرس در جادهٔ کاشمر–تربت حیدریه زده شد که کماکان به بهره‌برداری نرسیده است. همچنین راه‌آهن کاشمر–سبزوار دردست مطالعه بوده اما با موقعیت خوب این منطقه که هرشخصی از جنوب به تهران بخواهد برود، باید از این منطقه رد شود هیچ‌گونه کاری صورت نگرفته است.

### فاصلهٔ کاشمر با شهرهای بزرگ
| نام شهر | فاصله (کیلومتر) |
| ------- | --------------- |
| مشهد    | ۲۲۱             |
| اصفهان  | ۸۵۶             |
| تبریز   | ۱۴۴۰            |
| تهران   | ۸۱۵             |
| رشت     | ۱۱۴۹            |
| شیراز   | ۱۱۷۰            |
| اهواز   | ۱۳۹۲            |
| زاهدان  | ۷۶۹             |

### حمل و نقل درون‌شهری و برون‌شهری

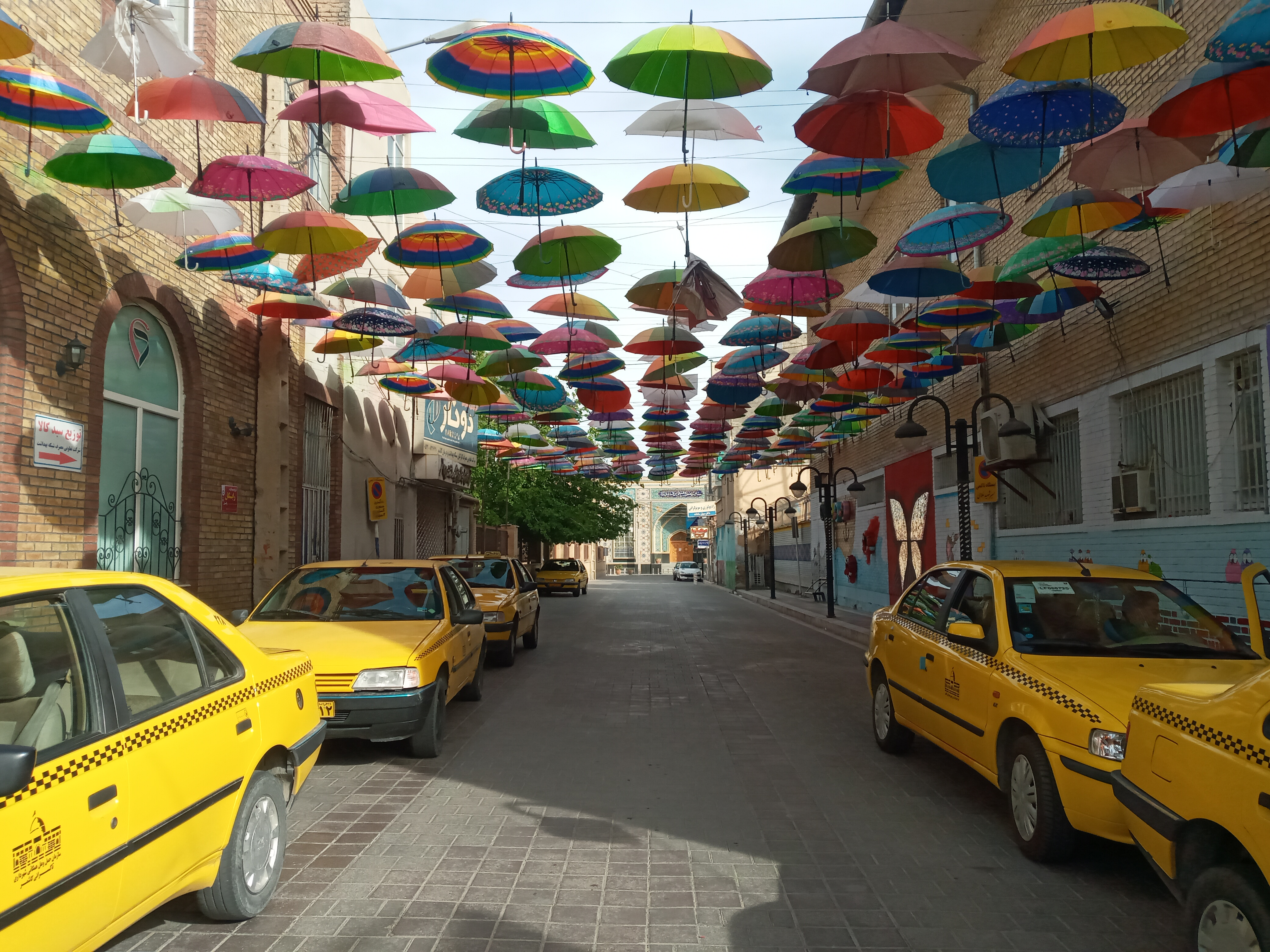
کوچه مخابرات؛ محل تجمع تاکسیران‌های درون‌شهری، ۱۴۰۰ خورشیدی

کاشمر در سال ۱۳۹۶ خورشیدی فراتر از ۱٬۳۰۰ نفر در حمل‌ونقل عمومی از جمله تاکسیرانی، مینی‌بوس رانی، تاکسی تلفنی، ۱۳۳ و مجموعهٔ حمل‌ونقل‌های برون‌شهری مشغول فعالیت بودند.

### فرودگاه‌ها

#### فرودگاه فوق سبک کاشمر
فرودگاه فوق سبک کاشمر نخستین فرودگاه سبک بخش خصوصی ایران است که عملیات ساخت این پروژه از اسفند سال ۱۳۹۳ خورشیدی در زمینی به مساحت ۱۷ هکتار و با ساخت برج مراقبت، آشیانه و ساختمان اداری با دو هزار مترمربع زیربنا و باند پرواز آغاز شد.

## مراکز آموزش عالی
- دانشکده علوم پزشکی کاشمر[۱۰۶]
- دانشگاه پیام نور واحد کاشمر[۱۰۷]
- دانشگاه آزاد اسلامی واحد کاشمر[۱۰۸]
- مؤسسه آموزش عالی جهاد دانشگاهی کاشمر[۱۰۹]
- مرکز آموزش عالی کاشمر[۱۱۰]

## زندان‌ها
- زندان قدیم کاشمر واقع در حاشیهٔ میدان شهید غلامی (فلکهٔ شهربانی)[۱۱۱]
- زندان جدید کاشمر واقع در جنوب فرودگاه فوق سبک کاشمر (به بهره‌برداری نرسیده است)[۱۱۲]

## کتابخانه‌ها

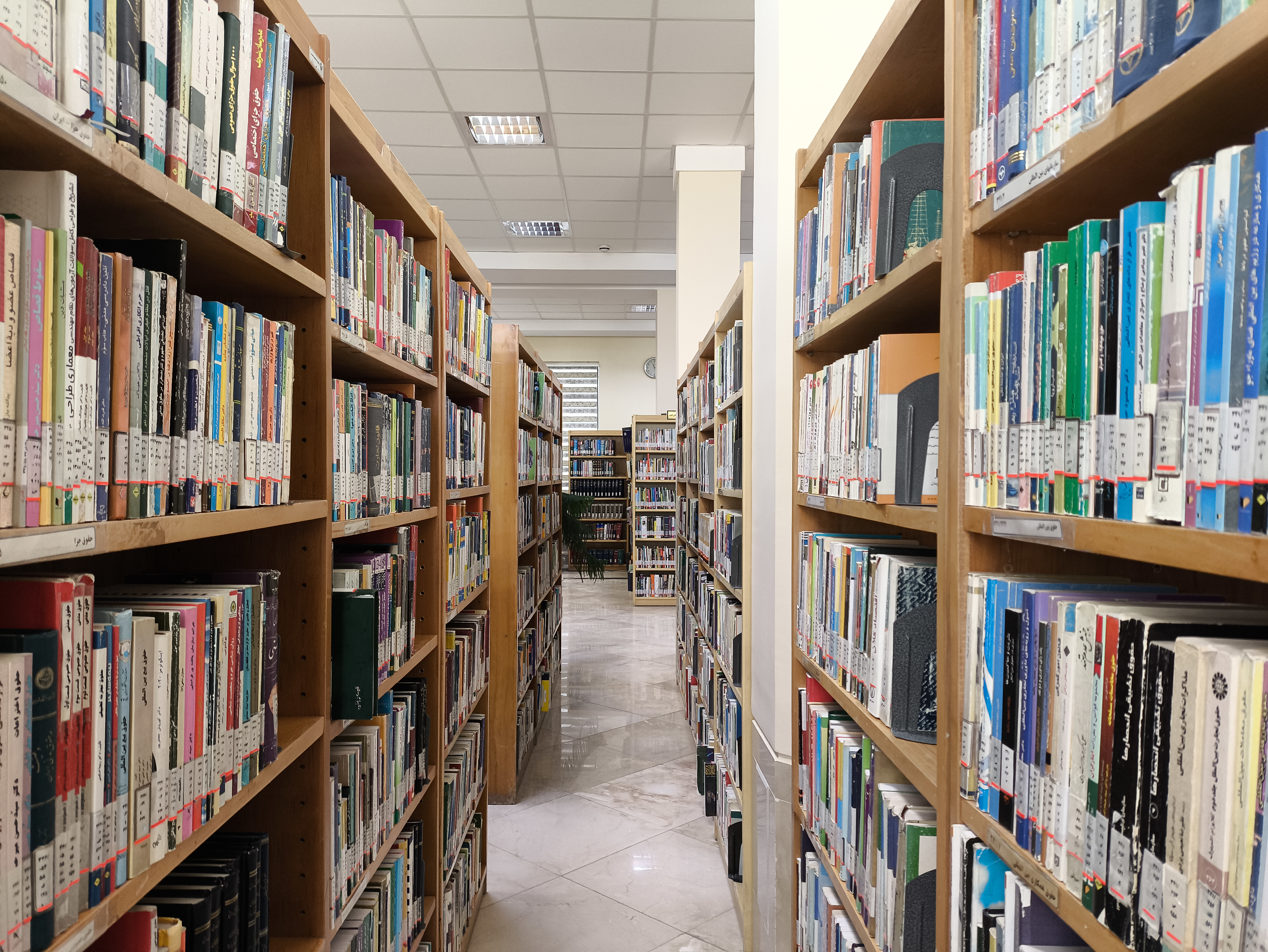
کتابخانه شهید آیت‌الله مدرس، ۱۴۰۳ خورشیدی

- کتابخانه امام خمینی واقع در بلوار جمهوری اسلامی، مجتمع فرهنگی و هنری سرو کاشمر[۱۱۳]
- کتابخانه کوثر واقع در انتهای بوستان خیابان قائم[۱۱۴]
- کتابخانه شهید آیت‌الله مدرس واقع در جنب آرامگاه سید حسن مدرس[۱۱۵]
- کتابخانه عمومی شهید مدرس واقع در خیابان امام خمینی، جنب پردیس شهید عسکری[۱۱۶]
- کتابخانه عمومی امام علی واقع در مابین بوستان بسیج و بوستان بانوان[۱۱۷]

## مراکز اقامتی

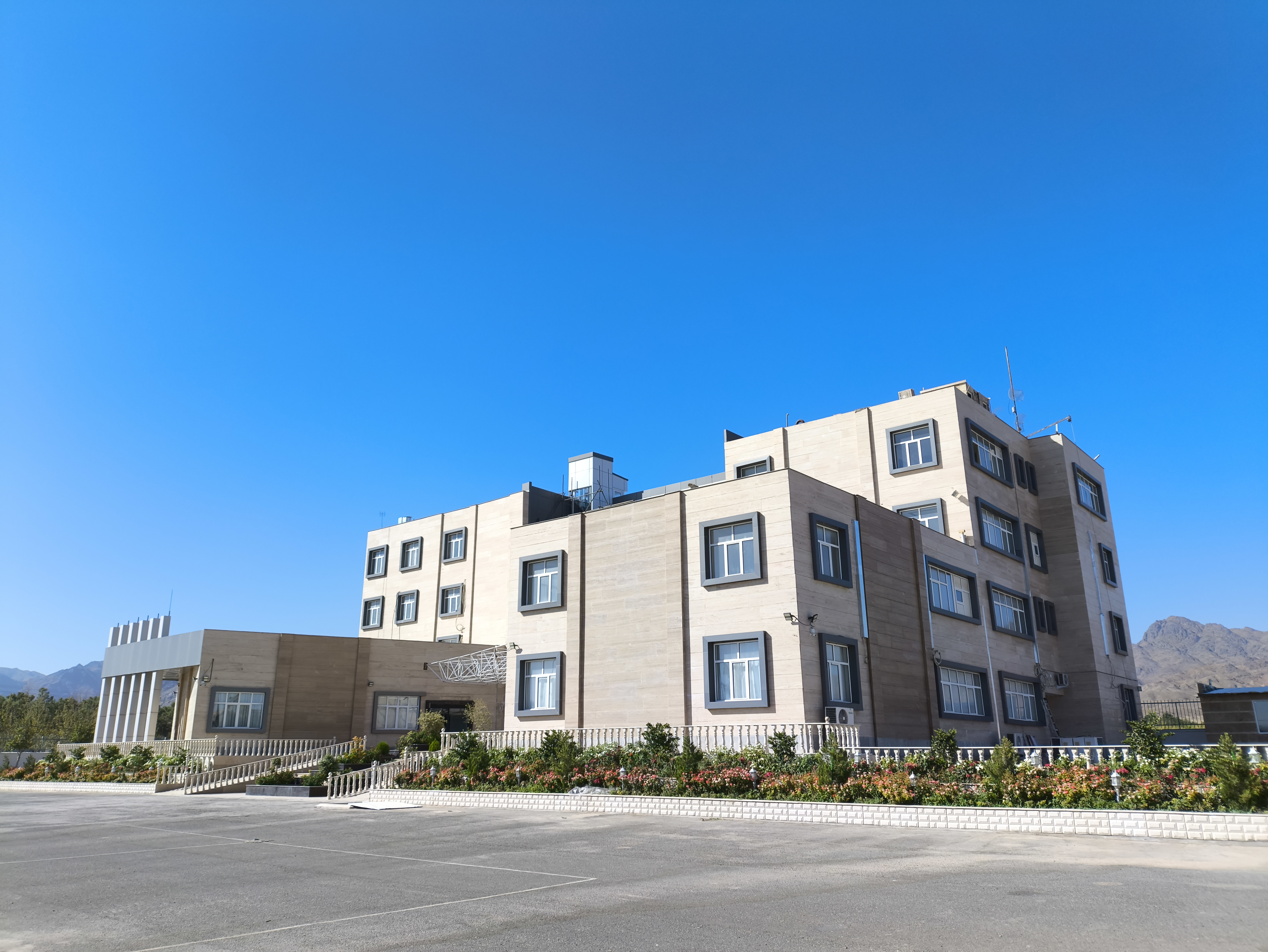
مجتمع آموزشی فرهنگی و گردشگری پارادایس، ۱۴۰۳ خورشیدی

- مجتمع آموزشی فرهنگی و گردشگری پارادایس[۱۱۸]
- هتل فرهنگیان یا خانه معلم[۱۱۹]
- زائرسرای سید مرتضی[۱۱۹]
- زائرسرای شهرداری کاشمر
- زائرسرای مدرس[۱۱۹]
- زائرسرای مهندس فتحی[۱۱۹]
- اقامتگاه بوم‌گردی رمضان بیک[۱۲۰]
- اقامتگاه بوم‌گردی تنسگل[۱۲۱]

## مراکز درمانی

### بیمارستان‌ها
- بیمارستان شهید مدرس[۱۲۲]
- بیمارستان حضرت ابوالفضل (دارای بزرگ‌ترین بلوک زنان و زایمان شرق ایران)[۱۲۳]

### درمانگاه‌ها
- درمانگاه ایثارگران کاشمر[۱۲۴]
- درمانگاه کوثر کاشمر[۱۲۴]
- درمانگاه تأمین اجتماعی کاشمر[۱۲۴]
- درمانگاه الزهرا[۱۲۴]
- شبکه بهداشت و درمان[۱۲۴]

## بوستان‌ها

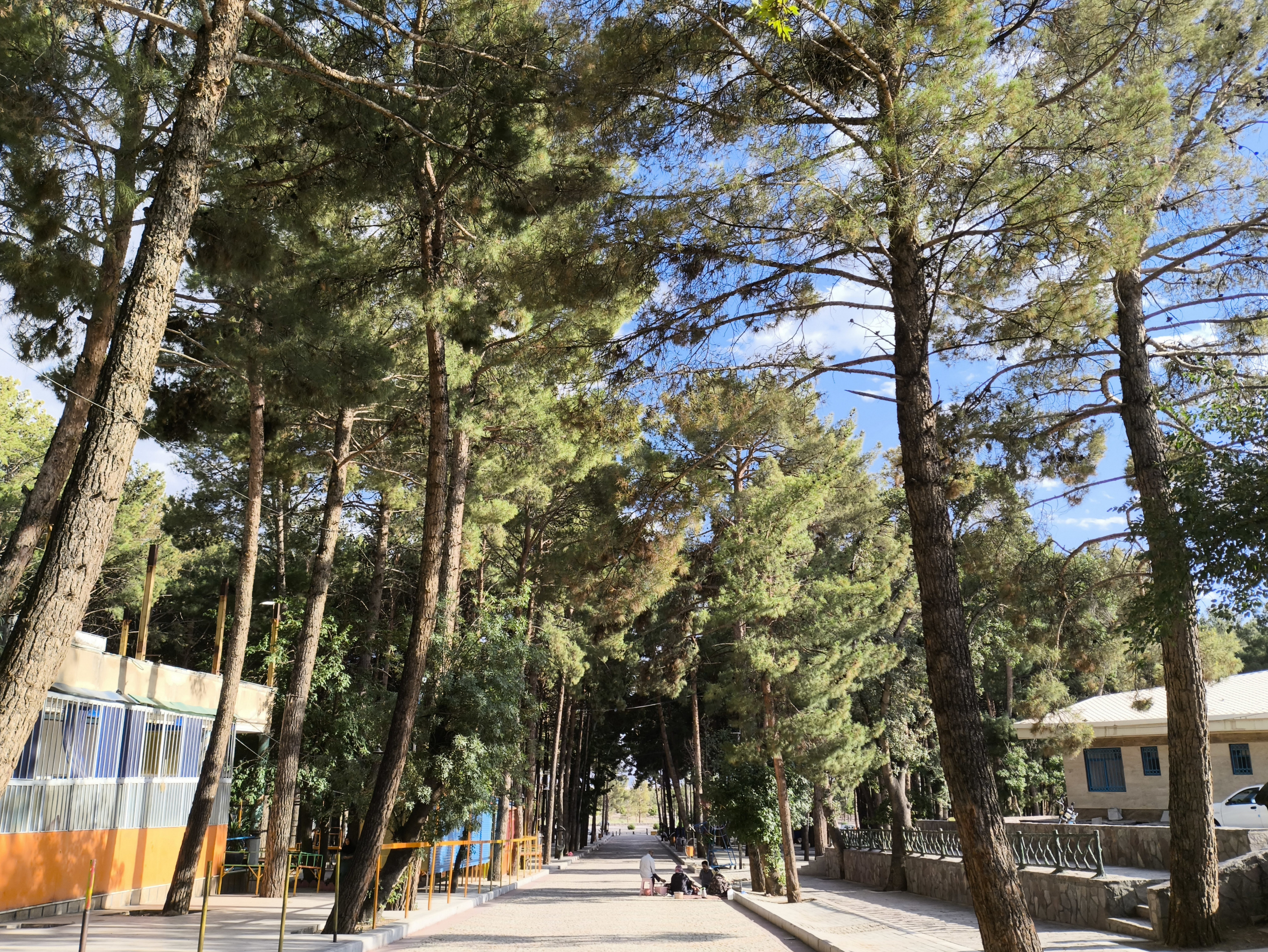
بوستان جنگلی سید مرتضی، ۱۴۰۳ خورشیدی

- بوستان جنگلی سید مرتضی واقع در بلوار سید مرتضی[۱۲۵]
- بوستان خطی سید مرتضی واقع در بلوار سید مرتضی[۱۲۶]
- بوستان بانوان واقع در بلوار بسیج[۱۲۴]
- بوستان بانوان واقع در خیابان امیرکبیر[۱۲۴]
- بوستان بسیج واقع در بلوار بسیج[۱۲۴]
- بوستان دانش واقع در خیابان دانش[۱۲۷]
- بوستان گل‌ها واقع در خیابان امام خمینی[۱۲۴]

### شهربازی‌ها
- شهربازی کوهستانی بوستان شادی واقع در نزدیکی امامزاده سید مرتضی[۱۲۸]
- شهربازی (سرپوشیده) پاندا واقع در کوچهٔ امیرکبیر ۱۱[۱۲۴]
- شهربازی (سرپوشیده) شهر بچه‌ها واقع در بلوار جانباز[۱۲۴]

## سینماها

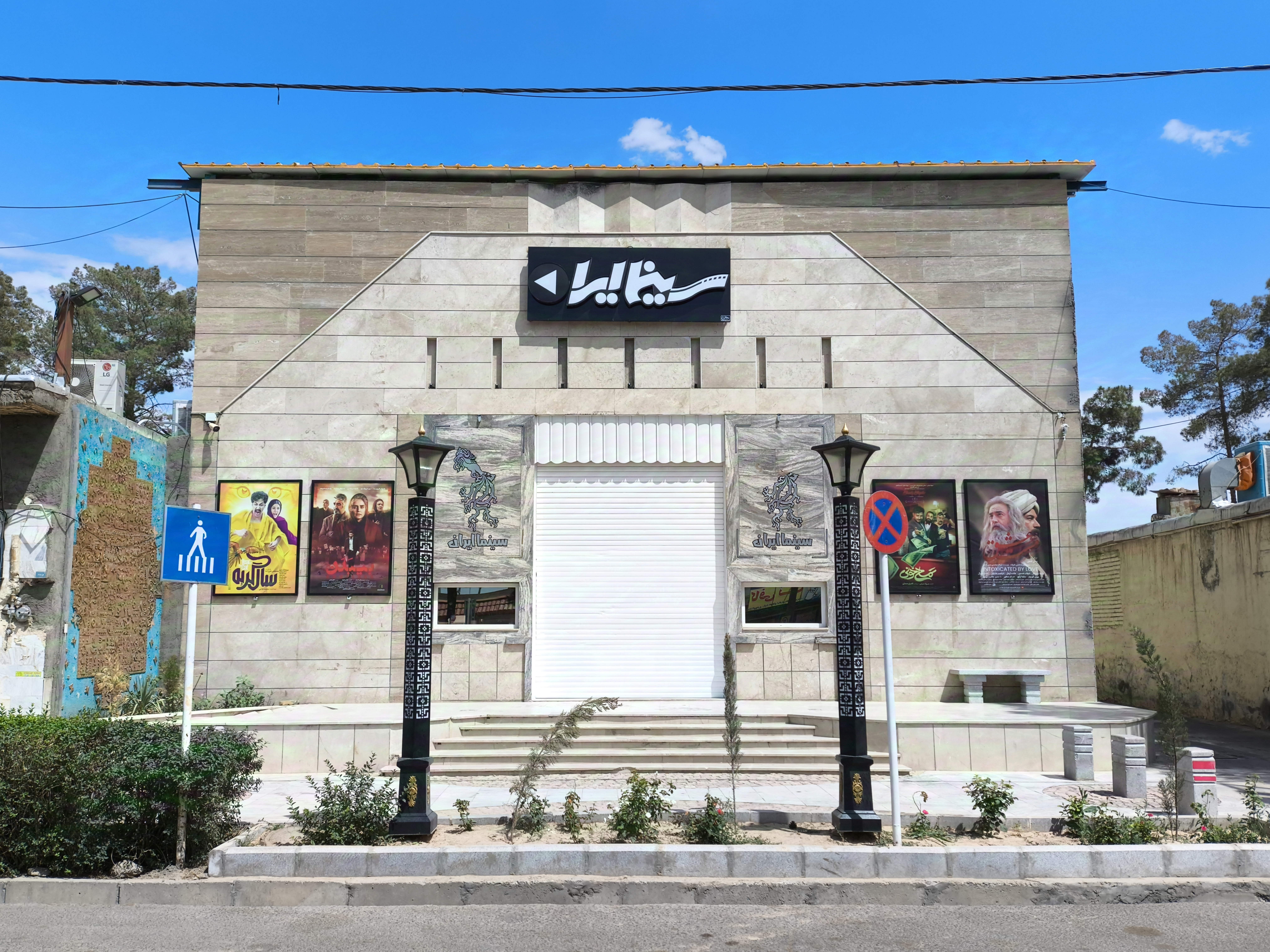
سینما ایران کاشمر، ۱۴۰۳ خورشیدی

سینما ایران نخستین و تنها سالن سینمای کاشمر و منطقهٔ ترشیز با گنجایشی نزدیک به ۱۷۰ صندلی در سال ۱۳۹۷ خورشیدی پس از گذشت ۲۴ سال که در دست سازمان هلال احمر این شهرستان بود و چندسالی بنای آن با بی‌بهره‌بری رها شده بود، با پیگیری‌های شورای شهر و دیگر مسئولان این شهرستان بنای آن از مالکیت هلال‌احمر خارج و به شهرداری کاشمر جابه‌جا شد. این سینما در خرداد ۱۴۰۱ خورشیدی آتش گرفت و بعد از چندین ماه بازسازی در سال ۱۴۰۲ خورشیدی دوباره بازگشایی شد.

## موزه‌ها
- موزه تاریخ طبیعی کاشمر[۱۳۱]
- موزه سید حسن مدرس[۱۳۲]
- موزه مردم‌شناسی روستای فروتقه (آب‌انبار فروتقه)[۱۳۱]

## حیات وحش
در سال ۱۳۹۴ خورشیدی منطقهٔ کاشمر دارای ۱۵۰ گونهٔ پرنده و ۴۰ گونهٔ پستاندار بوده است. از گونه‌های جانوری دارای اهمیت در این منطقه می‌توان به گوسفند وحشی اوریال، کل و بز، پلنگ (به‌ندرت)، سیاه‌گوش، گربه پالاس، گربه وحشی، گرگ، کفتار راه‌راه، سمور سنگی و زرده‌بر اشاره نمود. کلاهو، خرگوش‌موش، حشره‌خوار، موش خرما، تشی، راسو، جوجه‌تیغی، جرد ایرانی، همستر خاکستری، خرگوش صحرایی، شغال، روباه سرخ، خفاش (به‌ویژه خفاش نعل‌بینی)، انواع مارها (به‌ویژه مار جعفری، مار قیطانی، افعی پلنگی، کبرا و گرزه‌مار)، انواع مارمولک‌ها (به‌ویژه بزمجه و آگاما)، انواع شاهین‌سانان (به‌ویژه بالابان، بحری، دلیجه، ترمتای و لیل)، انواع بازسانان (به‌ویژه عقاب طلایی، عقاب پرپا، قرقی، پیغوی کوچک، سنقر، سارگپه، طرلان و کرکس)، انواع گنجشک‌سانان (به‌ویژه کلاغان، بلبل، چکاوک کاکلی، گنجشک خانگی، زردپره سرسرخ، پری‌شاهرخ، دم‌جنبانک، طرقه کبود و طرقه کوهی)، انواع جغد (به‌ویژه شاه‌بوف اوراسیایی، مرغ حق، جغد کوچک و جغد تالابی)، سبزقبا، تیهو، کبک، بلدرچین، کوکر، قمری‌ها، هدهد (شانه‌به‌سر) و هوبره نیز از دیگر گونه‌های جانوری منطقهٔ کاشمر هستند. همچنین در سال ۱۳۹۹ خورشیدی جمعیت گونه‌های گوسفند وحشی اوریال و کل و بز در حیات وحش کاشمر بیش از دو هزار رأس بوده است.

### مناطق تحت حفاظت
- منطقه شکارممنوع سید مرتضی[۱۳۷]
- منطقه حفاظت‌شده پیر علیا[۱۳۸]

### ممنوعیت ورود آمریکایی‌ها
در سال ۱۳۹۷ خورشیدی برای دو شهروند آمریکایی مجوز شکار توسط مسئولان شهری کاشمر صادر شد که این امر نامنظم تلقی شد و همه بخش‌های درگیر به شدت مورد بررسی قرار گرفتند و شهروندان آمریکایی از ورود به این شهر و محدودهٔ آن منع شدند.

## رویدادها

### رویدادهای طبیعی

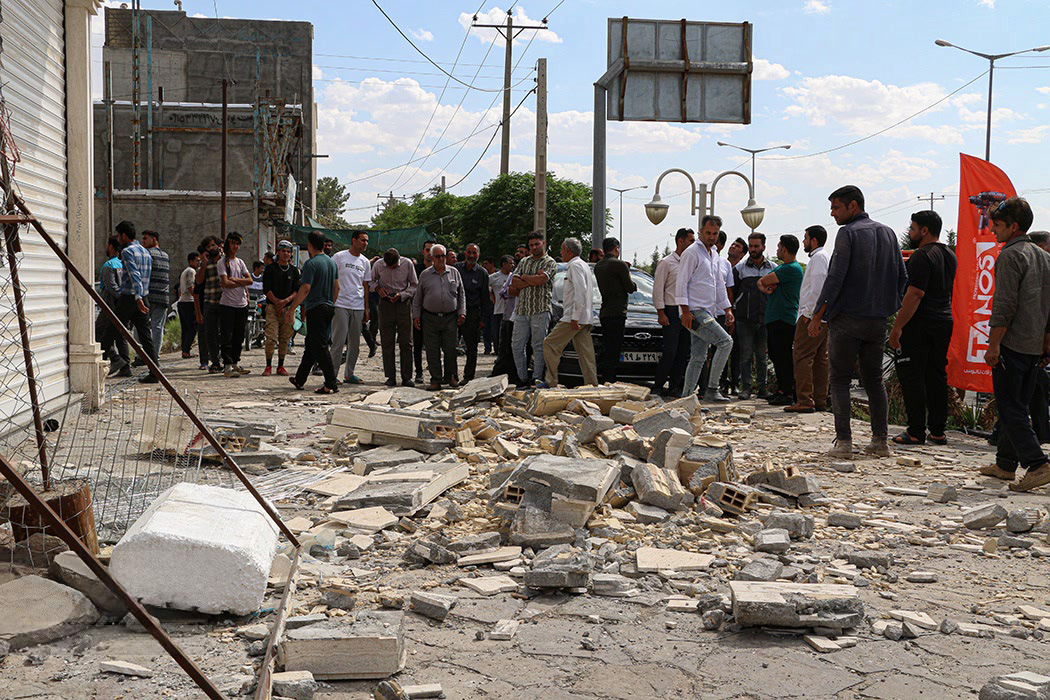
شهر کاشمر پس از زمین‌لرزهٔ سال ۱۴۰۳

این شهر به‌دلیل خشکسالی، فرونشست زمین و قرار گرفتن بر روی گسل درونه یکی از شهرهای پرخطر ایران است.

#### رویدادهای طبیعی رو به پیش آمدن
- خشکسالی در ایران[۴۷]
- فرونشست زمین در ایران[۱۴۰]

#### رویدادهای طبیعی پیش‌آمده
- زمین‌لرزه ۱۲۸۲ کاشمر[۱۴۲]
- زمین‌لرزه ۱۴۰۳ کاشمر[۱۴۳]

### رویدادهای نظامی
- دستیابی به پهپاد آرکیو ۱۷۰ آمریکا در خاک ایران[۱۴۴]

### قتل‌های قابل توجه
- قتل سید حسن مدرس[۱۴۵]
- قتل مهسا گلستانی[۱۴۶]

## مشکلات شهری

### خشکسالی و فرونشست

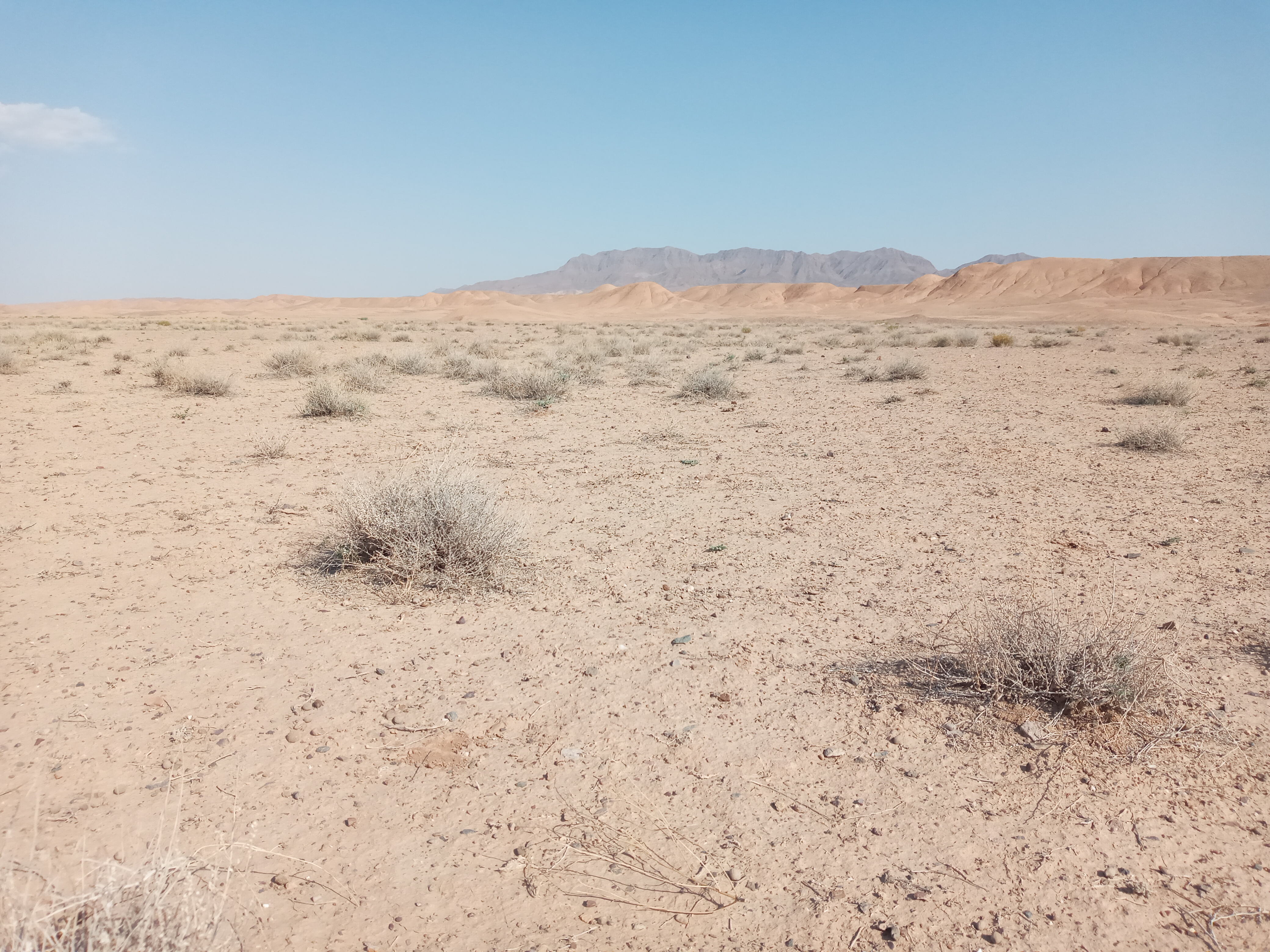
دشت طلاآباد در جنوب شهر، ۱۴۰۰ خورشیدی

خشکسالی با برداشت بی‌رویه از منابع آب‌های زیرزمینی و در پایان فرونشست زمین، از جمله مشکلات جدی شهرستان کاشمر و منطقهٔ ترشیز محسوب می‌شوند؛ به گونه‌ای که در سال ۱۴۰۰ خورشیدی دشت کاشمر با فرونشست تجمعی بیش از ۳۰ سانتی‌متر، رکورددار فرونشست زمین در ایران محسوب می‌شود.

### حاشیه‌نشینی
خشکسالی یکی از چرایی‌های مهاجرت و حاشیه‌نشینی در این شهر است. ساختمان‌سازی‌های غیرقانونی و ایجاد سکونتگاه‌های غیررسمی در محدودهٔ کاشمر به یکی از مشکلات اصلی مدیریت شهری تبدیل شده است. از منطقه‌های غیررسمی این شهر می‌توان به «حسین‌آباد»، «نسیم جنوبی»، «احمدآباد»، «گلشن»، «گوهر»، «نرگس شمالی» و «نرگس جنوبی» اشاره نمود که در سال ۱۳۹۸ خورشیدی فراتر از ۱۳ هزار نفر در محدودهٔ کاشمر حاشیه‌نشین بوده‌اند. منطقهٔ حسین‌آباد در سال ۱۳۹۹ خورشیدی با مساحتی حدود ۴۱/۳ هکتار بزرگ‌ترین سکونتگاه غیررسمی این شهر بوده است. همچنین در همان سال حدود ۱۲ هزار نفر در مساحتی بالغ بر ۱۱۰ تا ۱۱۵ هکتار در محدودهٔ کاشمر سکونت غیررسمی داشته‌اند.

### ساخت فرودگاه شهید مدرس
در سال ۱۳۸۷ خورشیدی کلنگ ساخت فرودگاه شهید مدرس از مصوبات سفر هیئت دولت به استان خراسان رضوی با حضور وزیر اطلاعات وقت یعنی غلامحسین محسنی اژه‌ای در زمینی به مساحت ۵۴۰ هکتار در منطقه‌ای بین مه‌ولات در ۲۰ کیلومتری تربت حیدریه و ۴۰ کیلومتری کاشمر در مرکزیت ۱۰ شهرستان جنوبی خراسان رضوی به زمین زده شد و بعد از مدتی تابلوی آن در محور سه‌راهی شادمهر به کاشمر نصب شد. جواد نیک‌بین با بیان این‌که تمامی بودجه‌هایی که صرف مطالعه این فرودگاه شده هدر رفته است، گفت: «باند فرودگاهی که احداث شده وسط سیلاب قرار دارد این نشان می‌دهد یا مطالعاتی نشده و اگر هم صورت گرفته توسط یک بچه بوده است».

### راه‌آهن
راه‌آهن یکی از اصلی‌ترین مشکلات شهری در کاشمر است، جواد نیک‌بین در دربارهٔ آن که از نیازهای رونق منطقه است؛ می‌گوید: «تا زمانی که جادهٔ خوبی نداشته باشیم، ریل درستی هم نخواهیم داشت، اگر جاده شادمهر تا انابد و بردسکن به سبزوار به نتیجه برسد عملاً تمامی مسافرانی که از جنوب‌شرقی کشور بخواهند به تهران بروند از مسیر کاشمر، خلیل‌آباد، بردسکن و سبزوار می‌روند، آن موقع رفت‌وآمد زیاد می‌شود». نیک‌بین همچنین گفت: «فعلاً نه تنها برای ریل راه‌آهن کاشمر اعتباری گذاشته نشده، بلکه پیگیری خاصی هم صورت نگرفته و از سویی در اولویت‌های کار دولت سیزدهم هم نیست».

### دو بانده‌شدن جادهٔ کاشمر به شادمهر
جادهٔ کاشمر به شادمهر به طول ۵۵ کیلومتر که محل تردد مردم شهرستان‌های مختلف و نیز زائران و مسافران در ایام مختلف سال است به‌دلیل کم عرض بودن جاده شاهد حوادث زیاد رانندگی است به‌طوری که در یک دههٔ گذشته بیش از ۱۰۰ نفر در این مسیر جان باختند. اگرچه دولت نهم و در سال ۱۳۸۵ خورشیدی موضوع دوبانده شدن این جاده به تصویب رسید اما همچنان این جاده دوبانده نشده است.